# ATP Challenger Series 2004
L'ATP Challenger Series è il secondo livello di tornei per professionisti organizzata dall'ATP. Il circuito prevede tornei con un montepremi che può variare da 25.000 a 150.000 dollari.

## Calendario

### Gennaio
| Settimana  | Torneo | Vincitore                                     | Finalista                        | Semifinalisti                   | Eliminati ai quarti                                                      |
| ---------- | --- | --------------------------------------------- | -------------------------------- | ------------------------------- | ------------------------------------------------------------------------ |
| 5 gennaio  | Prime Cup Aberto de São Paulo 2004 San Paolo, Brasile Cemento $100 000 Singolare - Doppio                     | Juan Mónaco 6–4, 7–6(4)                       | Adrián García                    | Alexandre Simoni Sergio Roitman | Edgardo Massa Marcelo Melo Federico Browne Franco Ferreiro               |
| 5 gennaio  | Prime Cup Aberto de São Paulo 2004 San Paolo, Brasile Cemento $100 000 Singolare - Doppio                     | Ramón Delgado André Sá 7–5, 7–6(5)            | Franco Ferreiro Marcelo Melo     | Alexandre Simoni Sergio Roitman | Edgardo Massa Marcelo Melo Federico Browne Franco Ferreiro               |
| 25 gennaio | Intersport Heilbronn Open 2004 Heilbronn, Germania Cemento Indoor $100 000 Singolare - Doppio                 | Gilles Elseneer 3–6, 6–3, 7–6(5)              | Lars Burgsmüller                 | Karol Beck Kenneth Carlsen      | Andreas Vinciguerra Dennis van Scheppingen Michael Berrer Álex Calatrava |
| 25 gennaio | Intersport Heilbronn Open 2004 Heilbronn, Germania Cemento Indoor $100 000 Singolare - Doppio                 | Mariusz Fyrstenberg Marcin Matkowski 6–3, 6–3 | Lars Burgsmüller Kenneth Carlsen | Karol Beck Kenneth Carlsen      | Andreas Vinciguerra Dennis van Scheppingen Michael Berrer Álex Calatrava |
| 26 gennaio | Hilton Waikoloa Village USTA Challenger 2004 Waikoloa, Hawaii, Stati Uniti Cemento $50 000 Singolare - Doppio | Dmitrij Tursunov 7–5, 7–6(4)                  | Alejandro Falla                  | Eric Taino Jan Frode Andersen   | Lu Yen-hsun Björn Phau Jeff Morrison Bruno Soares                        |
| 26 gennaio | Hilton Waikoloa Village USTA Challenger 2004 Waikoloa, Hawaii, Stati Uniti Cemento $50 000 Singolare - Doppio | Scott Humphries Brian Vahaly 6–3, 7–6(3)      | Brandon Coupe Travis Parrott     | Eric Taino Jan Frode Andersen   | Lu Yen-hsun Björn Phau Jeff Morrison Bruno Soares                        |

### Febbraio
| Settimana   | Torneo                                                                                         | Vincitore                                              | Finalista                          | Semifinalisti                                 | Eliminati ai quarti                                                    |
| ----------- | ---------------------------------------------------------------------------------------------- | ------------------------------------------------------ | ---------------------------------- | --------------------------------------------- | ---------------------------------------------------------------------- |
| 2 febbraio  | Belgrado Challenger 2004 Belgrado, Serbia Sintetico Indoor $125 000 Singolare - Doppio         | Nenad Zimonjić 2–6, 7–6(2), 6–4                        | Marco Chiudinelli                  | Branislav Sekáč Noam Behr                     | Jean-François Bachelot Kristof Vliegen Todor Enev Lee Childs           |
| 2 febbraio  | Belgrado Challenger 2004 Belgrado, Serbia Sintetico Indoor $125 000 Singolare - Doppio         | Branislav Sekáč Orest Tereščuk 6–3, 6–4                | Darko Madjarovski Janko Tipsarević | Branislav Sekáč Noam Behr                     | Jean-François Bachelot Kristof Vliegen Todor Enev Lee Childs           |
| 2 febbraio  | Challenger of Dallas 2004 Dallas, Texas, Stati Uniti Cemento Indoor $50 000 Singolare - Doppio | Sébastien de Chaunac 6–4, 7–6(3)                       | Amer Delić                         | Robert Kendrick André Sá                      | Matias Boeker Bjorn Rehnquist Lu Yen-hsun Eric Taino                   |
| 2 febbraio  | Challenger of Dallas 2004 Dallas, Texas, Stati Uniti Cemento Indoor $50 000 Singolare - Doppio | Jordan Kerr Todd Perry 7–5, 6–3                        | Rik De Voest Eric Taino            | Robert Kendrick André Sá                      | Matias Boeker Bjorn Rehnquist Lu Yen-hsun Eric Taino                   |
| 2 febbraio  | Volkswagen Challenger 2004 Wolfsburg, Germania Sintetico Indoor $25 000 Singolare - Doppio     | Michal Tabara 6–4, 6–3                                 | Florian Mayer                      | Arvind Parmar Michael Berrer                  | Michal Mertiňák Markus Hantschk Jean-Claude Scherrer Ivo Heuberger     |
| 2 febbraio  | Volkswagen Challenger 2004 Wolfsburg, Germania Sintetico Indoor $25 000 Singolare - Doppio     | Robert Lindstedt Jean-Claude Scherrer 6–2, 4–6, 7–6(5) | Juan Ignacio Carrasco Josh Goffi   | Arvind Parmar Michael Berrer                  | Michal Mertiňák Markus Hantschk Jean-Claude Scherrer Ivo Heuberger     |
| 2 febbraio  | KGHM Dialog Polish Indoors 2004 Breslavia, Polonia Cemento Indoor $125 000 Singolare - Doppio  | Karol Beck 6(4)–7, 6–2, 6–2                            | Jan Hernych                        | Igor' Kunicyn Bohdan Ulihrach                 | Dominik Hrbatý Mariusz Fyrstenberg Robin Vik Nicolas Mahut             |
| 2 febbraio  | KGHM Dialog Polish Indoors 2004 Breslavia, Polonia Cemento Indoor $125 000 Singolare - Doppio  | Dominik Hrbatý Michael Kohlmann 7–5, 6–3               | Bartlomiej Dabrowski Łukasz Kubot  | Igor' Kunicyn Bohdan Ulihrach                 | Dominik Hrbatý Mariusz Fyrstenberg Robin Vik Nicolas Mahut             |
| 9 febbraio  | Challenger DCNS de Cherbourg 2004 Cherbourg, Francia Cemento Indoor $50 000 Singolare - Doppio | Julien Jeanpierre 6–1, 6–2                             | Roko Karanušić                     | Jean-Christophe Faurel Édouard Roger-Vasselin | Arvind Parmar Michal Mertiňák Josselin Ouanna Nicolas Mahut            |
| 9 febbraio  | Challenger DCNS de Cherbourg 2004 Cherbourg, Francia Cemento Indoor $50 000 Singolare - Doppio | Michal Mertiňák Alexander Waske 6–4, 7–6(1)            | Emilio Benfele Álvarez Jun Kato    | Jean-Christophe Faurel Édouard Roger-Vasselin | Arvind Parmar Michal Mertiňák Josselin Ouanna Nicolas Mahut            |
| 9 febbraio  | Joplin Challenger 2004 Joplin, Missouri, Stati Uniti Cemento Indoor $50 000 Singolare - Doppio | Lu Yen-hsun 6–4, 6–2                                   | Glenn Weiner                       | Bjorn Rehnquist Wang Yeu-tzuoo                | Juan-Pablo Brzezicki Rik De Voest Stéphane Robert Eric Taino           |
| 9 febbraio  | Joplin Challenger 2004 Joplin, Missouri, Stati Uniti Cemento Indoor $50 000 Singolare - Doppio | Lu Yen-hsun Bruno Soares 3–6, 6–1, 6–1                 | Brian Baker Rajeev Ram             | Bjorn Rehnquist Wang Yeu-tzuoo                | Juan-Pablo Brzezicki Rik De Voest Stéphane Robert Eric Taino           |
| 16 febbraio | Andrezieux Challenger 2004 Andrezieux, Francia Cemento (indoor) $35 000+H Singolare - Doppio   | Julien Benneteau 6(8)–7, 7–6(5), 7–6(5)                | Dick Norman                        | Ivo Minář Jan Vacek                           | Grégory Carraz Alexander Waske Michaël Llodra Fabrice Santoro          |
| 16 febbraio | Andrezieux Challenger 2004 Andrezieux, Francia Cemento (indoor) $35 000+H Singolare - Doppio   | Yves Allegro Jean-François Bachelot 6–4, 5–7, 6–4      | Alexander Peya Rogier Wassen       | Ivo Minář Jan Vacek                           | Grégory Carraz Alexander Waske Michaël Llodra Fabrice Santoro          |
| 23 febbraio | Ho Chi Minh Challenger 2004 Ho Chi Minh City, Vietnam Cemento $50 000+H Singolare - Doppio     | Arvind Parmar 6–3, 6(3)–7, 6–3                         | Lu Yen-hsun                        | Michal Tabara Marco Chiudinelli               | Wang Yeu-tzuoo Konstantinos Economidis Vadim Davletšin Danai Udomchoke |
| 23 febbraio | Ho Chi Minh Challenger 2004 Ho Chi Minh City, Vietnam Cemento $50 000+H Singolare - Doppio     | Rik De Voest Fred Hemmes 6–3, 6–3                      | Vadim Kucenko Jurij Ščukin         | Michal Tabara Marco Chiudinelli               | Wang Yeu-tzuoo Konstantinos Economidis Vadim Davletšin Danai Udomchoke |

### Marzo
| Settimana | Torneo | Vincitore                                                 | Finalista                         | Semifinalisti                       | Eliminati ai quarti                                             |
| --------- | --- | --------------------------------------------------------- | --------------------------------- | ----------------------------------- | --------------------------------------------------------------- |
| 1º marzo  | Open de Franche Comté 2004 Besançon, Francia Cemento Indoor $100 000 Singolare - Doppio                         | Tomáš Berdych 6–3, 6–1                                    | Julien Benneteau                  | Michaël Llodra Jérôme Haehnel       | Gilles Elseneer Nicolas Mahut Nicolas Devilder Stan Wawrinka    |
| 1º marzo  | Open de Franche Comté 2004 Besançon, Francia Cemento Indoor $100 000 Singolare - Doppio                         | Alexander Waske Rogier Wassen 3–6, 7–5, 6–3               | Kenneth Carlsen Gilles Elseneer   | Michaël Llodra Jérôme Haehnel       | Gilles Elseneer Nicolas Mahut Nicolas Devilder Stan Wawrinka    |
| 1º marzo  | Shimadzu All Japan Indoor Tennis Championships 2004 Kyoto, Giappone Cemento Indoor $25 000+H Singolare - Doppio | Michal Tabara 7–6(5), 4–3 rit.                            | Lu Yen-hsun                       | Louis Vosloo Lovro Zovko            | Luke Bourgeois Gouichi Motomura Ivo Klec Željko Krajan          |
| 1º marzo  | Shimadzu All Japan Indoor Tennis Championships 2004 Kyoto, Giappone Cemento Indoor $25 000+H Singolare - Doppio | Rik De Voest Fred Hemmes 6–3, 6(8)–7, 6–4                 | Lu Yen-hsun Jason Marshall        | Louis Vosloo Lovro Zovko            | Luke Bourgeois Gouichi Motomura Ivo Klec Željko Krajan          |
| 8 marzo   | Bancolombia Open 2004 Bogotà, Colombia Terra rossa $125 000 Singolare - Doppio                                  | Alejandro Falla 4–6, 6–1, 6–2                             | Adrián García                     | Santiago González Daniel Köllerer   | Miguel Gallardo-Valles Jiří Vaněk Dick Norman Sergio Roitman    |
| 8 marzo   | Bancolombia Open 2004 Bogotà, Colombia Terra rossa $125 000 Singolare - Doppio                                  | Sebastian Quintero Oscar Rodriguez-Sanchez 6–3, 6–4       | Gustavo Marcaccio Diego Veronelli | Santiago González Daniel Köllerer   | Miguel Gallardo-Valles Jiří Vaněk Dick Norman Sergio Roitman    |
| 8 marzo   | Wrexham Challenger 2004 Wrexham, Regno Unito Cemento Indoor $25 000 Singolare - Doppio                          | Dennis van Scheppingen 6–4, 6–1                           | Jan Vacek                         | Gilles Elseneer Olivier Mutis       | Alexander Popp Björn Phau Jonathan Marray Roko Karanušić        |
| 8 marzo   | Wrexham Challenger 2004 Wrexham, Regno Unito Cemento Indoor $25 000 Singolare - Doppio                          | Jaroslav Levinský Alexander Waske 7–5, 7–6(1)             | Mark Hilton Jonathan Marray       | Gilles Elseneer Olivier Mutis       | Alexander Popp Björn Phau Jonathan Marray Roko Karanušić        |
| 15 marzo  | Pro Tennis World Open 2004 Boca Raton, USA Cemento $25 000 Singolare - Doppio                                   | Jürgen Melzer 6–3, 4–6, 6–3                               | Thomas Enqvist                    | Igor' Andreev Mario Ančić           | Stefan Koubek Olivier Rochus Guillermo Cañas David Ferrer       |
| 15 marzo  | Pro Tennis World Open 2004 Boca Raton, USA Cemento $25 000 Singolare - Doppio                                   | Igor' Andreev Dmitrij Tursunov 6–3, 6(3)–7, 7–5           | Kenneth Carlsen Thomas Enqvist    | Igor' Andreev Mario Ančić           | Stefan Koubek Olivier Rochus Guillermo Cañas David Ferrer       |
| 15 marzo  | Challeger Casablanca San Ángel 2004 Città del Messico, Messico Terra rossa $35 000 Singolare - Doppio           | Florian Mayer 6–4, 6–3                                    | Adrián García                     | José Acasuso Juan Pablo Guzmán      | Juan Mónaco Tomáš Zíb Alejandro Falla Fernando Vicente          |
| 15 marzo  | Challeger Casablanca San Ángel 2004 Città del Messico, Messico Terra rossa $35 000 Singolare - Doppio           | Ashley Fisher Tripp Phillips 6–4, 2–6, 6–3                | Federico Browne Rogier Wassen     | José Acasuso Juan Pablo Guzmán      | Juan Mónaco Tomáš Zíb Alejandro Falla Fernando Vicente          |
| 15 marzo  | BH Telecom Indoors 2004 Bosnia ed Erzegovina, Serbia Cemento Indoor $35 000+H Singolare - Doppio                | Gilles Elseneer 7–6(5), 6–3                               | Dennis van Scheppingen            | Tomáš Berdych Noam Okun             | Kristof Vliegen Jan Vacek Alex Bogdanović Alexander Popp        |
| 15 marzo  | BH Telecom Indoors 2004 Bosnia ed Erzegovina, Serbia Cemento Indoor $35 000+H Singolare - Doppio                | Jaroslav Levinský Alexander Waske 6–4, 6–1                | Tuomas Ketola Johan Landsberg     | Tomáš Berdych Noam Okun             | Kristof Vliegen Jan Vacek Alex Bogdanović Alexander Popp        |
| 22 marzo  | Sardinian International Championships 2004 Cagliari, Italia Terra rossa $25 000 Singolare - Doppio              | Didac Perez-Minarro 6–4, 6–1                              | Marc López                        | Stefano Pescosolido Albert Montañés | Alessio Di Mauro Salvador Navarro Nicolás Almagro Noam Okun     |
| 22 marzo  | Sardinian International Championships 2004 Cagliari, Italia Terra rossa $25 000 Singolare - Doppio              | Tomas Behrend Giorgio Galimberti 6–2, 6–1                 | Werner Eschauer Daniel Köllerer   | Stefano Pescosolido Albert Montañés | Alessio Di Mauro Salvador Navarro Nicolás Almagro Noam Okun     |
| 22 marzo  | Open Prévadiès 2004 Saint-Brieuc, Francia Terra rossa indoor €25 000 Singolare - Doppio                         | Olivier Mutis 6–1, 4–6, 6–2                               | Christophe Rochus                 | Nicolas Devilder Boris Pašanski     | Lars Übel Alexander Waske Bertrand Contzler Óscar Serrano Gámez |
| 22 marzo  | Open Prévadiès 2004 Saint-Brieuc, Francia Terra rossa indoor €25 000 Singolare - Doppio                         | Christophe Rochus Tom Vanhoudt 6–0, 6–1                   | David Škoch Jiří Vaněk            | Nicolas Devilder Boris Pašanski     | Lars Übel Alexander Waske Bertrand Contzler Óscar Serrano Gámez |
| 22 marzo  | McDonald's Burnie Men's International 2004 Burnie, Australia Cemento $25 000 Singolare - Doppio                 | Lu Yen-hsun 6–3, 6–0                                      | Robert Lindstedt                  | Rik De Voest Michael Berrer         | Jan Minar Wang Yeu-tzuoo Jaymon Crabb Dieter Kindlmann          |
| 22 marzo  | McDonald's Burnie Men's International 2004 Burnie, Australia Cemento $25 000 Singolare - Doppio                 | Rik De Voest Lu Yen-hsun 6–3, 1–6, 7–5                    | Leonardo Azzaro Oliver Marach     | Rik De Voest Michael Berrer         | Jan Minar Wang Yeu-tzuoo Jaymon Crabb Dieter Kindlmann          |
| 29 marzo  | Open Barletta 2004 Barletta, Italia Terra Rossa $25 000+H Singolare - Doppio                                    | Nicolás Almagro 7–5, 6–2                                  | Tomas Behrend                     | Vladimir Volčkov Albert Montañés    | Álex Calatrava Didac Perez-Minarro Andreas Seppi Albert Portas  |
| 29 marzo  | Open Barletta 2004 Barletta, Italia Terra Rossa $25 000+H Singolare - Doppio                                    | Marc López Fernando Vicente 7–6(6), 4–6, 6–4              | Jaroslav Levinský David Škoch     | Vladimir Volčkov Albert Montañés    | Álex Calatrava Didac Perez-Minarro Andreas Seppi Albert Portas  |
| 29 marzo  | Busan Open Challenger 2004 Pusan, Corea del Sud Cemento $75 000+H Singolare - Doppio                            | Alexander Peya 6–3, 5–7, 6–3                              | Lu Yen-hsun                       | Danai Udomchoke Igor' Kunicyn       | Bo-Ram Cha Uros Vico Hee-Seok Chung Marco Chiudinelli           |
| 29 marzo  | Busan Open Challenger 2004 Pusan, Corea del Sud Cemento $75 000+H Singolare - Doppio                            | Sanchai Ratiwatana Sonchat Ratiwatana 6(5)–7, 7–6(1), 6–4 | Satoshi Iwabuchi Tasuku Iwami     | Danai Udomchoke Igor' Kunicyn       | Bo-Ram Cha Uros Vico Hee-Seok Chung Marco Chiudinelli           |
| 29 marzo  | Australian Men's Clay Court Challenger 2004 Canberra, Australia Terra rossa $50 000+H Singolare - Doppio        | Peter Luczak 6–2, 6–1                                     | Juan-Pablo Brzezicki              | Łukasz Kubot Dieter Kindlmann       | Wayne Arthurs Vasilīs Mazarakīs Filip Prpic Francesco Aldi      |
| 29 marzo  | Australian Men's Clay Court Challenger 2004 Canberra, Australia Terra rossa $50 000+H Singolare - Doppio        | Łukasz Kubot Zbynek Mlynarik 7–6(3), 6–2                  | Stephen Huss Peter Luczak         | Łukasz Kubot Dieter Kindlmann       | Wayne Arthurs Vasilīs Mazarakīs Filip Prpic Francesco Aldi      |
| 29 marzo  | Challenger Salinas 2004 Salinas, Ecuador Cemento $25 000+H Singolare - Doppio                                   | Alejandro Falla 6(5)–7, 6–2, 6–2                          | Gilles Müller                     | Juan Pablo Guzmán Glenn Weiner      | Federico Browne Gustavo Marcaccio Kevin Kim Dušan Vemić         |
| 29 marzo  | Challenger Salinas 2004 Salinas, Ecuador Cemento $25 000+H Singolare - Doppio                                   | Federico Browne Aisam-ul-Haq Qureshi 6–3, 6–3             | José de Armas Eric Nunez          | Juan Pablo Guzmán Glenn Weiner      | Federico Browne Gustavo Marcaccio Kevin Kim Dušan Vemić         |

### Aprile
| Settimana | Torneo | Vincitore                                                 | Finalista                            | Semifinalisti                                 | Eliminati ai quarti                                                         |
| --------- | --- | --------------------------------------------------------- | ------------------------------------ | --------------------------------------------- | --------------------------------------------------------------------------- |
| 5 aprile  | Calabasas Pro Tennis Championships 2004 Calabasas, USA Cemento $50 000 Singolare - Doppio                        | Ivo Karlović 7–6(3), 6–3                                  | Alex Bogomolov Jr.                   | Jeff Salzenstein Glenn Weiner                 | Bobby Reynolds Cecil Mamiit Dušan Vemić Simon Larose                        |
| 5 aprile  | Calabasas Pro Tennis Championships 2004 Calabasas, USA Cemento $50 000 Singolare - Doppio                        | Graydon Oliver Travis Parrott 7–5, 6–3                    | Ivo Klec Robert Lindstedt            | Jeff Salzenstein Glenn Weiner                 | Bobby Reynolds Cecil Mamiit Dušan Vemić Simon Larose                        |
| 5 aprile  | San Luis Potosí Challenger 2004 San Luis Potosí, Messico Terra rossa $50 000 Singolare - Doppio                  | Mariano Delfino 6–4, 6–4                                  | Sergio Roitman                       | Peter Wessels Franco Ferreiro                 | Martin Štěpánek Gustavo Marcaccio Marco Chiudinelli Alejandro Falla         |
| 5 aprile  | San Luis Potosí Challenger 2004 San Luis Potosí, Messico Terra rossa $50 000 Singolare - Doppio                  | Tuomas Ketola Rogier Wassen 6–2, 6–2                      | Marcelo Amador Jorge Haro            | Peter Wessels Franco Ferreiro                 | Martin Štěpánek Gustavo Marcaccio Marco Chiudinelli Alejandro Falla         |
| 12 aprile | Torneo Internacional Challenger Leon 2004 León, Messico Cemento $125 000+H Singolare - Doppio                    | Jeff Salzenstein 6–3, 3–6, 7–5                            | Wesley Moodie                        | Édouard Roger-Vasselin Alejandro Hernández    | Danai Udomchoke Ivo Heuberger Franco Ferreiro Ricardo Mello                 |
| 12 aprile | Torneo Internacional Challenger Leon 2004 León, Messico Cemento $125 000+H Singolare - Doppio                    | Bruno Echagaray Miguel Gallardo-Valles 6–4, 7–6(1)        | Frédéric Niemeyer Tripp Phillips     | Édouard Roger-Vasselin Alejandro Hernández    | Danai Udomchoke Ivo Heuberger Franco Ferreiro Ricardo Mello                 |
| 12 aprile | Olbia Challenger 2004 Olbia, Italia Terra rossa $50 000+H Singolare - Doppio                                     | Stefano Pescosolido 6–1, 6–2                              | Daniel Köllerer                      | Simone Vagnozzi Leonardo Azzaro               | Francisco Fogues-Domenech Diego Moyano Potito Starace Tomas Tenconi         |
| 12 aprile | Olbia Challenger 2004 Olbia, Italia Terra rossa $50 000+H Singolare - Doppio                                     | Daniele Bracciali Giorgio Galimberti 6–3, 6–4             | Hermes Gamonal Ignacio Gonzalez-King | Simone Vagnozzi Leonardo Azzaro               | Francisco Fogues-Domenech Diego Moyano Potito Starace Tomas Tenconi         |
| 19 aprile | Trofeo Internacional Club Laieta Barcelona 2004 Barcellona, Spagna Terra rossa $50 000+H Singolare - Doppio      | Stan Wawrinka 6–4, 6–3                                    | Kristof Vliegen                      | Guillermo García López Jean-Christophe Faurel | Juan Antonio Marín Francisco Fogues-Domenech Salvador Navarro Oliver Marach |
| 19 aprile | Trofeo Internacional Club Laieta Barcelona 2004 Barcellona, Spagna Terra rossa $50 000+H Singolare - Doppio      | Emilio Benfele Álvarez Gabriel Trujillo Soler 7–6(5), 6–4 | Ignacio González King Diego Moyano   | Guillermo García López Jean-Christophe Faurel | Juan Antonio Marín Francisco Fogues-Domenech Salvador Navarro Oliver Marach |
| 19 aprile | XL Bermuda Open 2004 Paget, Bermuda Terra verde $100 000 Singolare - Doppio                                      | Luis Horna 6–4, 4–6, 6–4                                  | Martín Vassallo Argüello             | Stéphane Robert Kevin Kim                     | Davide Sanguinetti Juan Mónaco Franco Squillari Jan Frode Andersen          |
| 19 aprile | XL Bermuda Open 2004 Paget, Bermuda Terra verde $100 000 Singolare - Doppio                                      | Jordan Kerr Tom Vanhoudt 4–6, 6–3, 7–6(6)                 | Ashley Fisher Stephen Huss           | Stéphane Robert Kevin Kim                     | Davide Sanguinetti Juan Mónaco Franco Squillari Jan Frode Andersen          |
| 19 aprile | Abierto Internacional Varonil Club Casablanca 2004 Città del Messico, Messico Cemento $35 000 Singolare - Doppio | Jeff Morrison 4–6, 7–6(3), 6–2                            | Lu Yen-hsun                          | Gilles Elseneer Édouard Roger-Vasselin        | Noam Okun Glenn Weiner Dick Norman Marco Chiudinelli                        |
| 19 aprile | Abierto Internacional Varonil Club Casablanca 2004 Città del Messico, Messico Cemento $35 000 Singolare - Doppio | Nathan Healey Tuomas Ketola 7–5, 7–6(6)                   | Lu Yen-hsun Danai Udomchoke          | Gilles Elseneer Édouard Roger-Vasselin        | Noam Okun Glenn Weiner Dick Norman Marco Chiudinelli                        |
| 19 aprile | Tennis Napoli Cup 2004 Napoli, Italia Terra rossa €100 000+H Singolare - Doppio                                  | Gilles Müller 7–6(8), 6(1)–7 6–1                          | Arnaud Di Pasquale                   | Leonardo Azzaro Potito Starace                | Werner Eschauer Vladimir Volčkov Alexander Waske Michel Kratochvil          |
| 19 aprile | Tennis Napoli Cup 2004 Napoli, Italia Terra rossa €100 000+H Singolare - Doppio                                  | Tomas Behrend Giorgio Galimberti 6–1, 6–3                 | Michal Tabara Jiří Vaněk             | Leonardo Azzaro Potito Starace                | Werner Eschauer Vladimir Volčkov Alexander Waske Michel Kratochvil          |
| 26 aprile | Aix-en-Provence Challenger 2004 Aix-en-Provence, Francia Terra rossa $50 000+H Singolare - Doppio                | Fabrice Santoro 1–6, 7–6(5), 6–3                          | Arnaud Clément                       | Ivo Heuberger Hicham Arazi                    | Thierry Ascione Cyril Saulnier Michaël Llodra Arnaud Di Pasquale            |
| 26 aprile | Aix-en-Provence Challenger 2004 Aix-en-Provence, Francia Terra rossa $50 000+H Singolare - Doppio                | Thierry Ascione Jean-François Bachelot 6–4, 5–7, 6–4      | Federico Browne Rogier Wassen        | Ivo Heuberger Hicham Arazi                    | Thierry Ascione Cyril Saulnier Michaël Llodra Arnaud Di Pasquale            |
| 26 aprile | Roma Open 2004 Roma, Italia Terra rossa €30 000+H Singolare - Doppio                                             | Nicolas Coutelot 5–7, 7–5, 6–2                            | Guillermo García López               | Daniel Gimeno Traver Vincenzo Santopadre      | Hermes Gamonal Alessio Di Mauro Jiří Vaněk Leonardo Azzaro                  |
| 26 aprile | Roma Open 2004 Roma, Italia Terra rossa €30 000+H Singolare - Doppio                                             | Kornel Bardoczky Gergely Kisgyorgy 7–6(4), 4–6, 6–4       | Daniele Giorgini Manuel Jorquera     | Daniel Gimeno Traver Vincenzo Santopadre      | Hermes Gamonal Alessio Di Mauro Jiří Vaněk Leonardo Azzaro                  |

### Maggio
| Settimana | Torneo                                                                                         | Vincitore                                             | Finalista                         | Semifinalisti                               | Eliminati ai quarti                                                   |
| --------- | ---------------------------------------------------------------------------------------------- | ----------------------------------------------------- | --------------------------------- | ------------------------------------------- | --------------------------------------------------------------------- |
| 3 maggio  | Prosperita Open 2004 Ostrava, Repubblica Ceca Terra rossa $42 000+H Singolare - Doppio         | Janko Tipsarević 6–3, 7–6(5)                          | Peter Luczak                      | Michal Tabara Tomáš Cakl                    | Ivo Minář Roko Karanušić Jiří Vaněk Dieter Kindlmann                  |
| 3 maggio  | Prosperita Open 2004 Ostrava, Repubblica Ceca Terra rossa $42 000+H Singolare - Doppio         | Tuomas Ketola Petr Pála 6–4, 6–4                      | Łukasz Kubot Tomáš Zíb            | Michal Tabara Tomáš Cakl                    | Ivo Minář Roko Karanušić Jiří Vaněk Dieter Kindlmann                  |
| 10 maggio | Forest Hills Challenger 2004 Forest Hills, USA Terra verde $35 000+H Singolare - Doppio        | Juan Pablo Guzmán 7–6(8), 3–1 rit.                    | Edgardo Massa                     | Michael Russell Dušan Vemić                 | Brian Baker Andres Pedroso Frank Dancevic Kevin Kim                   |
| 10 maggio | Forest Hills Challenger 2004 Forest Hills, USA Terra verde $35 000+H Singolare - Doppio        | Jason Marshall Bruno Soares 7–6(5), 6–3               | Michael Berrer Wang Yeu-tzuoo     | Michael Russell Dušan Vemić                 | Brian Baker Andres Pedroso Frank Dancevic Kevin Kim                   |
| 10 maggio | Kosice Open 2004 Košice, Slovacchia Terra rossa €30 000+H Singolare - Doppio                   | Peter Luczak 7–5, 7–5                                 | Janko Tipsarević                  | Hermes Gamonal Michal Mertiňák              | Jan Hernych Marco Chiudinelli Tomáš Zíb Julien Jeanpierre             |
| 10 maggio | Kosice Open 2004 Košice, Slovacchia Terra rossa €30 000+H Singolare - Doppio                   | Devin Bowen Peter Luczak 6–2, 7–6(6)                  | Jan Hernych Petr Kralert          | Hermes Gamonal Michal Mertiňák              | Jan Hernych Marco Chiudinelli Tomáš Zíb Julien Jeanpierre             |
| 10 maggio | Sanremo Tennis Cup 2004 Sanremo, Italia Terra rossa €30 000+H Singolare - Doppio               | Potito Starace 6–4, 6–4                               | Peter Wessels                     | Olivier Patience Giorgio Galimberti         | Stéphane Robert Gilles Müller Nicolas Devilder Guillermo García López |
| 10 maggio | Sanremo Tennis Cup 2004 Sanremo, Italia Terra rossa €30 000+H Singolare - Doppio               | Daniele Bracciali Giorgio Galimberti 4–6, 7–6(6), 6–2 | Manuel Jorquera Diego Moyano      | Olivier Patience Giorgio Galimberti         | Stéphane Robert Gilles Müller Nicolas Devilder Guillermo García López |
| 10 maggio | Zagreb Open 2004 Zagabria, Croazia Terra rossa $50 000+H Singolare - Doppio                    | Adrián García 6–3, 7–5                                | Rubén Ramírez Hidalgo             | Ricardo Mello Dmitrij Tursunov              | Jurij Ščukin Martín Vassallo Argüello Daniel Elsner Roko Karanušić    |
| 10 maggio | Zagreb Open 2004 Zagabria, Croazia Terra rossa $50 000+H Singolare - Doppio                    | Karol Beck Jaroslav Levinský 6–2, 7–6(4)              | Jordan Kerr Tom Vanhoudt          | Ricardo Mello Dmitrij Tursunov              | Jurij Ščukin Martín Vassallo Argüello Daniel Elsner Roko Karanušić    |
| 17 maggio | Budapest Challenger 2004 Budapest, Ungheria Terra rossa $35 000+H Singolare - Doppio           | Novak Đoković 6–1, 6–2                                | Daniele Bracciali                 | Saša Tuksar Francisco Costa                 | Dudi Sela Viktor Bruthans Nicolás Todero Jaroslav Pospíšil            |
| 17 maggio | Budapest Challenger 2004 Budapest, Ungheria Terra rossa $35 000+H Singolare - Doppio           | Kornel Bardoczky Gergely Kisgyorgy 6–4, 6–2           | Daniele Bracciali Manuel Jorquera | Saša Tuksar Francisco Costa                 | Dudi Sela Viktor Bruthans Nicolás Todero Jaroslav Pospíšil            |
| 17 maggio | Fergana Challenger 2004 Fergana, Uzbekistan Cemento $35 000+H Singolare - Doppio               | Igor' Kunicyn 6–4, 7–5                                | Prakash Amritraj                  | Sunil-Kumar Sipaeya Kirill Ivanov-Smolensky | Orest Tereščuk Harsh Mankad Yu Jr. Wang Tasuku Iwami                  |
| 17 maggio | Fergana Challenger 2004 Fergana, Uzbekistan Cemento $35 000+H Singolare - Doppio               | Raven Klaasen Jean-Julien Rojer 6–3, 6–1              | Harsh Mankad Aisam-ul-Haq Qureshi | Sunil-Kumar Sipaeya Kirill Ivanov-Smolensky | Orest Tereščuk Harsh Mankad Yu Jr. Wang Tasuku Iwami                  |
| 17 maggio | Prague Open 2004 Praga, Repubblica Ceca Terra rossa $75 000 Singolare - Doppio                 | Jan Hernych 6–1, 6–4                                  | Ivo Minář                         | Bohdan Ulihrach Alex Bogomolov Jr.          | Edgardo Massa Michaël Llodra Francesco Aldi Karol Kučera              |
| 17 maggio | Prague Open 2004 Praga, Repubblica Ceca Terra rossa $75 000 Singolare - Doppio                 | Karol Kučera Cyril Suk 6–3, 6(5)–7, 6–3               | Martin Damm Dusan Karol           | Bohdan Ulihrach Alex Bogomolov Jr.          | Edgardo Massa Michaël Llodra Francesco Aldi Karol Kučera              |
| 24 maggio | BMW Ljubljana Open 2004 Lubiana, Slovenia Terra rossa $75 000+H Singolare - Doppio             | Jiří Vaněk 5–7, 6–1, 7–6(5)                           | Björn Phau                        | Juan-Pablo Brzezicki Roko Karanušić         | Tobias Summerer Tomáš Cakl Marko Tkalec Michel Kratochvil             |
| 24 maggio | BMW Ljubljana Open 2004 Lubiana, Slovenia Terra rossa $75 000+H Singolare - Doppio             | Rik De Voest Giovanni Lapentti 6–3, 6–4               | Robert Lindstedt Michael Russell  | Juan-Pablo Brzezicki Roko Karanušić         | Tobias Summerer Tomáš Cakl Marko Tkalec Michel Kratochvil             |
| 24 maggio | Sporting Challenger 2004 Torino, Italia Terra rossa €85 000+H Singolare - Doppio               | Álex Calatrava 5–7, 6–3, 6–2                          | Hermes Gamonal                    | Andreas Seppi Adrián García                 | Iván Miranda Bruno Soares Gilles Müller Tomas Tenconi                 |
| 24 maggio | Sporting Challenger 2004 Torino, Italia Terra rossa €85 000+H Singolare - Doppio               | Leonardo Azzaro Giorgio Galimberti 6–1, 6–3           | Hermes Gamonal Adrián García      | Andreas Seppi Adrián García                 | Iván Miranda Bruno Soares Gilles Müller Tomas Tenconi                 |
| 31 maggio | Surbiton Trophy 2004 Surbiton, Gran Bretagna Erba €30 000+H Singolare - Doppio                 | Karol Beck 6–4, 6–4                                   | Wesley Moodie                     | Frank Dancevic Wang Yeu-tzuoo               | Thomas Johansson Greg Rusedski Glenn Weiner Miguel Gallardo-Valles    |
| 31 maggio | Surbiton Trophy 2004 Surbiton, Gran Bretagna Erba €30 000+H Singolare - Doppio                 | Nathan Healey Jim Thomas 6–3, 7–6(9)                  | Alejandro Falla Glenn Weiner      | Frank Dancevic Wang Yeu-tzuoo               | Thomas Johansson Greg Rusedski Glenn Weiner Miguel Gallardo-Valles    |
| 31 maggio | Tallahassee Tennis Challenger 2004 Tallahassee, Stati Uniti Cemento $50 000 Singolare - Doppio | Cecil Mamiit 6–4, 4–6, 7–5                            | Bjorn Rehnquist                   | Simon Larose Bobby Reynolds                 | Matias Boeker Rajeev Ram Marcus Sarstrand Brian Baker                 |
| 31 maggio | Tallahassee Tennis Challenger 2004 Tallahassee, Stati Uniti Cemento $50 000 Singolare - Doppio | Matias Boeker Noam Okun 6(3)–7, 6–3, 6–4              | Mark Hlawaty Brad Weston          | Simon Larose Bobby Reynolds                 | Matias Boeker Rajeev Ram Marcus Sarstrand Brian Baker                 |

### Giugno
| Settimana | Torneo | Vincitore                                                 | Finalista                             | Semifinalisti                                 | Eliminati ai quarti                                                                      |
| --------- | --- | --------------------------------------------------------- | ------------------------------------- | --------------------------------------------- | ---------------------------------------------------------------------------------------- |
| 1º giugno | Schickedanz Open 2004 Furth, Germania Terra rossa €42 000+H Singolare - Doppio                               | Jiří Vaněk 7–5, 6–2                                       | Gilles Simon                          | Mariano Delfino Philipp Kohlschreiber         | Tomas Behrend Werner Eschauer Dieter Kindlmann Adrián García                             |
| 1º giugno | Schickedanz Open 2004 Furth, Germania Terra rossa €42 000+H Singolare - Doppio                               | Adrián García Janko Tipsarević 6–4, 6–4                   | Simon Aspelin Graydon Oliver          | Mariano Delfino Philipp Kohlschreiber         | Tomas Behrend Werner Eschauer Dieter Kindlmann Adrián García                             |
| 1º giugno | Unicredit Czech Open 2004 Prostějov, Repubblica Ceca Terra rossa €127 000+H Singolare - Doppio               | Radek Štěpánek 7–6(5), 7–5                                | Michal Tabara                         | Tomáš Zíb Dominik Hrbatý                      | Jiří Novák Dmitrij Tursunov Álex Calatrava Tomáš Berdych                                 |
| 1º giugno | Unicredit Czech Open 2004 Prostějov, Repubblica Ceca Terra rossa €127 000+H Singolare - Doppio               | Dominik Hrbatý Jaroslav Levinský 6–4, 6–4                 | Travis Parrott Tripp Phillips         | Tomáš Zíb Dominik Hrbatý                      | Jiří Novák Dmitrij Tursunov Álex Calatrava Tomáš Berdych                                 |
| 1º giugno | Memorial Argo Manfredini 2004 Sassuolo, Italia Terra rossa €30 000+H Singolare - Doppio                      | Potito Starace 6–2, 6–3                                   | Alessio Di Mauro                      | Iván Navarro Guillermo García López           | Sergio Roitman Oscar Serrano-Gamez Juan Antonio Marín Francesco Aldi                     |
| 1º giugno | Memorial Argo Manfredini 2004 Sassuolo, Italia Terra rossa €30 000+H Singolare - Doppio                      | Enzo Artoni Ignacio Gonzalez-King 3–6, 6–4, 6–1           | Gianluca Bazzica Paul Capdeville      | Iván Navarro Guillermo García López           | Sergio Roitman Oscar Serrano-Gamez Juan Antonio Marín Francesco Aldi                     |
| 7 giugno  | West Side Tennis Club Grass Court Challenger 2004 Forest Hills, USA Erba indoor $35 000+H Singolare - Doppio | Justin Gimelstob 7–6(8), 6–2                              | Dušan Vemić                           | Travis Rettenmaier Noam Okun                  | Eric Taino Kevin Kim Bjorn Rehnquist Cecil Mamiit                                        |
| 7 giugno  | West Side Tennis Club Grass Court Challenger 2004 Forest Hills, USA Erba indoor $35 000+H Singolare - Doppio | Brandon Coupe Justin Gimelstob 6–4, 6–4                   | Travis Rettenmaier Michael Tebbutt    | Travis Rettenmaier Noam Okun                  | Eric Taino Kevin Kim Bjorn Rehnquist Cecil Mamiit                                        |
| 7 giugno  | Challenger Lugano 2004 Lugano, Svizzera Terra rossa €85 000+H Singolare - Doppio                             | Álex Calatrava 6–2, 6–3                                   | Jérôme Haehnel                        | Tomáš Cakl Rubén Ramírez Hidalgo              | Stéphane Robert Martín Vassallo Argüello Franco Squillari Juan Mónaco                    |
| 7 giugno  | Challenger Lugano 2004 Lugano, Svizzera Terra rossa €85 000+H Singolare - Doppio                             | Emilio Benfele Álvarez Giorgio Galimberti 6–4, 6–3        | Enzo Artoni Ignacio Gonzalez-King     | Tomáš Cakl Rubén Ramírez Hidalgo              | Stéphane Robert Martín Vassallo Argüello Franco Squillari Juan Mónaco                    |
| 7 giugno  | Weiden Challenger 2004 Weiden, Germania Terra rossa $35 000+H Singolare - Doppio                             | Tomáš Berdych 6–3, 6–3                                    | Janko Tipsarević                      | Tomas Behrend Óscar Hernández                 | Santiago Ventura Ricardo Mello Tomáš Zíb Ivo Minář                                       |
| 7 giugno  | Weiden Challenger 2004 Weiden, Germania Terra rossa $35 000+H Singolare - Doppio                             | Janko Tipsarević Lovro Zovko 6–4, 7–6(6)                  | Mariano Delfino Patricio Rudi         | Tomas Behrend Óscar Hernández                 | Santiago Ventura Ricardo Mello Tomáš Zíb Ivo Minář                                       |
| 14 giugno | Nord LB Open 2004 Braunschweig, Germania Terra rossa €106 000+H Singolare - Doppio                           | Tomáš Berdych 4–6, 6–1, 6–4                               | Daniel Elsner                         | Hugo Armando Florian Mayer                    | Álex Calatrava Jean-René Lisnard Marc López Juan Mónaco                                  |
| 14 giugno | Nord LB Open 2004 Braunschweig, Germania Terra rossa €106 000+H Singolare - Doppio                           | Tomas Behrend Emilio Benfele Álvarez 6–2, 6(3)–7, 7–6(10) | Jaroslav Levinský David Škoch         | Hugo Armando Florian Mayer                    | Álex Calatrava Jean-René Lisnard Marc López Juan Mónaco                                  |
| 21 giugno | Andorra Challenger 2004 Andorra, Andorra Cemento $35 000+H Singolare - Doppio                                | Kevin Kim 6–4, 6–0                                        | Gilles Müller                         | Chris Guccione Alejandro Hernández            | Tomáš Cakl Tejmuraz Gabašvili Aisam-ul-Haq Qureshi Gilles Simon                          |
| 21 giugno | Andorra Challenger 2004 Andorra, Andorra Cemento $35 000+H Singolare - Doppio                                | Gilles Müller Aisam-ul-Haq Qureshi 6–3, 7–5               | Santiago González Alejandro Hernández | Chris Guccione Alejandro Hernández            | Tomáš Cakl Tejmuraz Gabašvili Aisam-ul-Haq Qureshi Gilles Simon                          |
| 21 giugno | Reggio Emilia Challenger 2004 Reggio Emilia, Italia Terra rossa €42 000+H Singolare - Doppio                 | Olivier Mutis 6–2, 0–6, 6–3                               | Philipp Kohlschreiber                 | Tomas Tenconi Nicolás Almagro                 | Guillermo García López Federico Luzzi Jurij Ščukin Michel Kratochvil                     |
| 21 giugno | Reggio Emilia Challenger 2004 Reggio Emilia, Italia Terra rossa €42 000+H Singolare - Doppio                 | Tomas Behrend Tomas Tenconi 6–4, 6–2                      | Andreas Seppi Simone Vagnozzi         | Tomas Tenconi Nicolás Almagro                 | Guillermo García López Federico Luzzi Jurij Ščukin Michel Kratochvil                     |
| 28 giugno | Open Diputación 2004 Cordova, Spagna Cemento €42 000+H Singolare - Doppio                                    | Gilles Müller 6–1, 6–2                                    | Nicolás Almagro                       | Noam Okun Wang Yeu-tzuoo                      | Rubén Ramírez Hidalgo Massimo Dell'Acqua Daniel Monedero-Gonzalez Emilio Benfele Álvarez |
| 28 giugno | Open Diputación 2004 Cordova, Spagna Cemento €42 000+H Singolare - Doppio                                    | Brandon Coupe Tripp Phillips 7–6(6), 7–6(1)               | Emilio Benfele Álvarez Josh Goffi     | Noam Okun Wang Yeu-tzuoo                      | Rubén Ramírez Hidalgo Massimo Dell'Acqua Daniel Monedero-Gonzalez Emilio Benfele Álvarez |
| 28 giugno | Mantova Challenger 2004 Mantova, Italia Terra rossa €42 000+H Singolare - Doppio                             | Alessio Di Mauro 7–6(4), 6–2                              | Tomas Tenconi                         | Tomas Behrend Giorgio Galimberti              | Juan Albert Viloca Sergio Roitman Paolo Lorenzi Saša Tuksar                              |
| 28 giugno | Mantova Challenger 2004 Mantova, Italia Terra rossa €42 000+H Singolare - Doppio                             | Daniele Bracciali Giorgio Galimberti 6–0, 6–4             | Flavio Cipolla Alessandro Motti       | Tomas Behrend Giorgio Galimberti              | Juan Albert Viloca Sergio Roitman Paolo Lorenzi Saša Tuksar                              |
| 28 giugno | Montauban Challenger 2004 Montauban, Francia Terra rossa €42 000+H Singolare - Doppio                        | Álex Calatrava 6–4, 1–6, 6–3                              | Óscar Hernández                       | Jean-Christophe Faurel Édouard Roger-Vasselin | Aisam-ul-Haq Qureshi Jean-Michel Péquery Ignacio Gonzalez-King Francisco Fogues-Domenech |
| 28 giugno | Montauban Challenger 2004 Montauban, Francia Terra rossa €42 000+H Singolare - Doppio                        | Marc-Kevin Goellner Álex López Morón 6–3, 5–7, 7–6(5)     | Brian Dabul Ignacio Gonzalez-King     | Jean-Christophe Faurel Édouard Roger-Vasselin | Aisam-ul-Haq Qureshi Jean-Michel Péquery Ignacio Gonzalez-King Francisco Fogues-Domenech |
| 28 giugno | Zell Challenger 2004 Zell, Germania Terra rossa $35 000+H Singolare - Doppio                                 | Daniel Elsner 6–3, 6–1                                    | Dieter Kindlmann                      | Philipp Kohlschreiber Michael Berrer          | Ivo Minář Christophe Rochus Simon Greul Tomáš Zíb                                        |
| 28 giugno | Zell Challenger 2004 Zell, Germania Terra rossa $35 000+H Singolare - Doppio                                 | Jean-Claude Scherrer Alexander Waske 4–6, 6–4, 6–3        | Werner Eschauer Rogier Wassen         | Philipp Kohlschreiber Michael Berrer          | Ivo Minář Christophe Rochus Simon Greul Tomáš Zíb                                        |

### Luglio
| Settimana | Torneo                                                                                                   | Vincitore                                                  | Finalista                               | Semifinalisti                            | Eliminati ai quarti                                                     |
| --------- | --- | ---------------------------------------------------------- | --------------------------------------- | ---------------------------------------- | ----------------------------------------------------------------------- |
| 5 luglio  | Budaors Clay Court Championships 2004 Budaörs, Ungheria Terra rossa $50 000+H Singolare - Doppio         | Ignacio González-King 6–4, 6–4                             | Gabriel Trujillo Soler                  | Pavel Šnobel Marc Gicquel                | Tomáš Zíb Petr Kralert Kornél Bardóczky Viktor Bruthans                 |
| 5 luglio  | Budaors Clay Court Championships 2004 Budaörs, Ungheria Terra rossa $50 000+H Singolare - Doppio         | Ignacio González-King Gabriel Trujillo Soler 3–6, 6–2, 6–3 | Ota Fukárek Stéphane Robert             | Pavel Šnobel Marc Gicquel                | Tomáš Zíb Petr Kralert Kornél Bardóczky Viktor Bruthans                 |
| 5 luglio  | Nottingham Challenger 2004 Nottingham, Gran Bretagna Cemento €42 000+H Singolare - Doppio                | Jo-Wilfried Tsonga 6–3, 6–4                                | Alex Bogdanović                         | Jamie Delgado Massimo Dell'Acqua         | Tasuku Iwami Takao Suzuki Mark Hilton Jean-Claude Scherrer              |
| 5 luglio  | Nottingham Challenger 2004 Nottingham, Gran Bretagna Cemento €42 000+H Singolare - Doppio                | Nathan Healey Tuomas Ketola 6(6)–7, 6–2, 6–4               | Stéphane Bohli Jean-Claude Scherrer     | Jamie Delgado Massimo Dell'Acqua         | Tasuku Iwami Takao Suzuki Mark Hilton Jean-Claude Scherrer              |
| 5 luglio  | Oberstaufen Cup 2004 Oberstaufen, Germania Terra rossa €30 000 Singolare - Doppio                        | Dieter Kindlmann 6(6)–7, 6–2, 6–4                          | Jean-René Lisnard                       | Tobias Summerer Sergio Roitman           | Oliver Marach Jurij Ščukin Michael Berrer Simon Greul                   |
| 5 luglio  | Oberstaufen Cup 2004 Oberstaufen, Germania Terra rossa €30 000 Singolare - Doppio                        | Vadim Davletšin Aleksandr Kudrjavcev 4–6, 6–3, 7–6(4)      | Valentino Pest Alexander Waske          | Tobias Summerer Sergio Roitman           | Oliver Marach Jurij Ščukin Michael Berrer Simon Greul                   |
| 5 luglio  | Carisap Tennis Cup 2004 San Benedetto del Tronto, Italia Terra rossa €30 000 Singolare - Doppio          | Daniele Bracciali 7–6(3), 6–1                              | Cristian Villagrán                      | Giorgio Galimberti Gorka Fraile          | Mariano Puerta Jaroslav Pospíšil Iván Navarro Paolo Lorenzi             |
| 5 luglio  | Carisap Tennis Cup 2004 San Benedetto del Tronto, Italia Terra rossa €30 000 Singolare - Doppio          | Daniele Bracciali Giorgio Galimberti 6–4, 7–5              | Andrés Dellatorre Nicolás Todero        | Giorgio Galimberti Gorka Fraile          | Mariano Puerta Jaroslav Pospíšil Iván Navarro Paolo Lorenzi             |
| 5 luglio  | Siemens Open 2004 Scheveningen, Paesi Bassi Terra rossa €85 000 Singolare - Doppio                       | Peter Wessels 7–5, 7–6(8)                                  | Raemon Sluiter                          | Tomas Tenconi Guillermo García López     | Álex Calatrava Nicolas Devilder Ivo Minář Francisco Fogues-Domenech     |
| 5 luglio  | Siemens Open 2004 Scheveningen, Paesi Bassi Terra rossa €85 000 Singolare - Doppio                       | Paul Logtens Raemon Sluiter 6–2, 7–5                       | Enzo Artoni Juan-Pablo Brzezicki        | Tomas Tenconi Guillermo García López     | Álex Calatrava Nicolas Devilder Ivo Minář Francisco Fogues-Domenech     |
| 12 luglio | Challenger Banque Nationale de Granby 2004 Granby, Canada Cemento $50 000 Singolare - Doppio             | Michael Russell 6–3, 6–2                                   | Davide Sanguinetti                      | Frank Dancevic Amer Delić                | Takahiro Terachi K. J. Hippensteel Brian Baker Harsh Mankad             |
| 12 luglio | Challenger Banque Nationale de Granby 2004 Granby, Canada Cemento $50 000 Singolare - Doppio             | Brian Baker Frank Dancevic 6–2, 7–6(5)                     | Harel Levy Davide Sanguinetti           | Frank Dancevic Amer Delić                | Takahiro Terachi K. J. Hippensteel Brian Baker Harsh Mankad             |
| 12 luglio | Manchester Trophy 2004 Manchester, Gran Bretagna Erba €30 000 Singolare - Doppio                         | Alex Bogdanović 6–1, 6–3                                   | Michal Mertiňák                         | Igor Zelenay Lovro Zovko                 | Lee Childs Jamie Delgado Mark Hilton Andrew Banks                       |
| 12 luglio | Manchester Trophy 2004 Manchester, Gran Bretagna Erba €30 000 Singolare - Doppio                         | Jean-François Bachelot Nicolas Mahut 6–2, 6–4              | Aisam-ul-Haq Qureshi Lovro Zovko        | Igor Zelenay Lovro Zovko                 | Lee Childs Jamie Delgado Mark Hilton Andrew Banks                       |
| 12 luglio | Riviera di Rimini Challenger 2004 Rimini, Italia Terra rossa €42 000 Singolare - Doppio                  | Tomas Tenconi 6–2, 6–1                                     | Álex Calatrava                          | Konstantinos Economidis Alessio Di Mauro | Giorgio Galimberti Matteo Colla Ignacio Gonzalez-King Francesco Aldi    |
| 12 luglio | Riviera di Rimini Challenger 2004 Rimini, Italia Terra rossa €42 000 Singolare - Doppio                  | Daniele Bracciali Giorgio Galimberti walkover              | Stefano Cobolli Vincenzo Santopadre     | Konstantinos Economidis Alessio Di Mauro | Giorgio Galimberti Matteo Colla Ignacio Gonzalez-King Francesco Aldi    |
| 12 luglio | São Paulo Challenger 2004 San Paolo, Brasile Cemento $100 000 Singolare - Doppio                         | André Sá 6–4, 6–0                                          | Jacob Adaktusson                        | Alexandre Simoni Marcos Baghdatis        | Gilles Müller Dudi Sela Carlos Berlocq Marcus Sarstrand                 |
| 12 luglio | São Paulo Challenger 2004 San Paolo, Brasile Cemento $100 000 Singolare - Doppio                         | Alejandro Hernández André Sá 6–4, 6–4                      | Henrique Mello Ricardo Mello            | Alexandre Simoni Marcos Baghdatis        | Gilles Müller Dudi Sela Carlos Berlocq Marcus Sarstrand                 |
| 19 luglio | Comerica Bank Challenger 2004 Aptos, Stati Uniti Cemento $75 000 Singolare - Doppio                      | Kevin Kim 7–6(2), 6–3                                      | Frank Dancevic                          | Bobby Reynolds Robert Kendrick           | K. J. Hippensteel Cecil Mamiit Matias Boeker Phillip King               |
| 19 luglio | Comerica Bank Challenger 2004 Aptos, Stati Uniti Cemento $75 000 Singolare - Doppio                      | Huntley Montgomery Tripp Phillips 7–6(3), 7–5              | Diego Ayala Eric Taino                  | Bobby Reynolds Robert Kendrick           | K. J. Hippensteel Cecil Mamiit Matias Boeker Phillip King               |
| 19 luglio | Credicard Citi Mastercard Tennis Cup 2004 Campos do Jordão, Brasile Cemento $50 000+H Singolare - Doppio | Takao Suzuki 6–4, 6–3                                      | Giovanni Lapentti                       | Gilles Müller Miguel Gallardo-Valles     | Danai Udomchoke Marcos Daniel Jacob Adaktusson Ricardo Mello            |
| 19 luglio | Credicard Citi Mastercard Tennis Cup 2004 Campos do Jordão, Brasile Cemento $50 000+H Singolare - Doppio | Iván Miranda Ricardo Mello 6–3, 6–4                        | Alejandro Hernández André Sá            | Gilles Müller Miguel Gallardo-Valles     | Danai Udomchoke Marcos Daniel Jacob Adaktusson Ricardo Mello            |
| 19 luglio | Hilversum Challenger 2004 Hilversum, Paesi Bassi Terra rossa $75 000 Singolare - Doppio                  | Philipp Kohlschreiber 4–6, 6–4, 6–4                        | Dennis van Scheppingen                  | Matwé Middelkoop Jan Frode Andersen      | Peter Wessels Jesse Huta Galung Richard Gasquet Diego Veronelli         |
| 19 luglio | Hilversum Challenger 2004 Hilversum, Paesi Bassi Terra rossa $75 000 Singolare - Doppio                  | Fred Hemmes Melle Van Gemerden 7–6(3), 7–6(3)              | Attila Sávolt Gabriel Trifu             | Matwé Middelkoop Jan Frode Andersen      | Peter Wessels Jesse Huta Galung Richard Gasquet Diego Veronelli         |
| 19 luglio | Guzzini Challenger 2004 Recanati, Italia Cemento €35 000+H Singolare - Doppio                            | Uros Vico 6(5)–7, 6–4, 6–4                                 | Andrea Stoppini                         | Federico Luzzi Massimo Dell'Acqua        | Daniele Bracciali Florin Mergea Jean-Claude Scherrer Jo-Wilfried Tsonga |
| 19 luglio | Guzzini Challenger 2004 Recanati, Italia Cemento €35 000+H Singolare - Doppio                            | Massimo Dell'Acqua Uros Vico 6–1, 6–4                      | Daniele Giorgini Federico Torresi       | Federico Luzzi Massimo Dell'Acqua        | Daniele Bracciali Florin Mergea Jean-Claude Scherrer Jo-Wilfried Tsonga |
| 19 luglio | Tampere Open 2004 Tampere, Finlandia Terra rossa €42 000 Singolare - Doppio                              | Boris Pašanski 6–2, 3–6, 6–2                               | Éric Prodon                             | Dieter Kindlmann Juho Paukku             | Diego Moyano Marc Gicquel Dusan Karol Nicolás Todero                    |
| 19 luglio | Tampere Open 2004 Tampere, Finlandia Terra rossa €42 000 Singolare - Doppio                              | Andrés Dellatorre Diego Moyano 6–4, 3–6, 6–4               | Lassi Ketola Tuomas Ketola              | Dieter Kindlmann Juho Paukku             | Diego Moyano Marc Gicquel Dusan Karol Nicolás Todero                    |
| 19 luglio | Valladolid Challenger 2004 Valladolid, Spagna Cemento €42 000+H Singolare - Doppio                       | Nicolas Mahut 6–3, 3–6, 6–5 rit.                           | Jean-Michel Péquery                     | Jamie Delgado Aisam-ul-Haq Qureshi       | Lars Burgsmüller Daniel Muñoz de la Nava Iván Navarro Laurent Recouderc |
| 19 luglio | Valladolid Challenger 2004 Valladolid, Spagna Cemento €42 000+H Singolare - Doppio                       | Jean-François Bachelot Nicolas Mahut 6–3, 6–4              | Aisam-ul-Haq Qureshi Michael Ryderstedt | Jamie Delgado Aisam-ul-Haq Qureshi       | Lars Burgsmüller Daniel Muñoz de la Nava Iván Navarro Laurent Recouderc |
| 26 luglio | BH Tennis Open International Cup 2004 Belo Horizonte, Brasile Cemento $35 000+H Singolare - Doppio       | Janko Tipsarević 6–4, 5–7, 6–4                             | Ricardo Mello                           | Tasuku Iwami Gouichi Motomura            | Carlos Berlocq Kristian Pless Giovanni Lapentti Dudi Sela               |
| 26 luglio | BH Tennis Open International Cup 2004 Belo Horizonte, Brasile Cemento $35 000+H Singolare - Doppio       | Sanchai Ratiwatana Sonchat Ratiwatana 6–2, 7–5             | Marcos Daniel Iván Miranda              | Tasuku Iwami Gouichi Motomura            | Carlos Berlocq Kristian Pless Giovanni Lapentti Dudi Sela               |
| 26 luglio | Fifth Third Bank Tennis Championships 2004 Lexington, Stati Uniti Cemento $50 000 Singolare - Doppio     | Matias Boeker 6–2, 4–6, 7–6(5)                             | Jesse Witten                            | Ti Chen K. J. Hippensteel                | Harsh Mankad Ramón Delgado Amer Delić Brian Baker                       |
| 26 luglio | Fifth Third Bank Tennis Championships 2004 Lexington, Stati Uniti Cemento $50 000 Singolare - Doppio     | Matias Boeker Amer Delić 7–5, 6–4                          | Harsh Mankad Jason Marshall             | Ti Chen K. J. Hippensteel                | Harsh Mankad Ramón Delgado Amer Delić Brian Baker                       |
| 26 luglio | San Marino CEPU Open 2004 San Marino Terra rossa €85 000+H Singolare - Doppio                            | Potito Starace 6–4, 1–6, 6–3                               | Hugo Armando                            | Olivier Rochus Alessio Di Mauro          | Andreas Seppi Marc López Federico Luzzi Jan Frode Andersen              |
| 26 luglio | San Marino CEPU Open 2004 San Marino Terra rossa €85 000+H Singolare - Doppio                            | Massimo Bertolini Tom Vanhoudt 6–2, 6–4                    | Adrián García Álex López Morón          | Olivier Rochus Alessio Di Mauro          | Andreas Seppi Marc López Federico Luzzi Jan Frode Andersen              |
| 26 luglio | Open Castilla y León 2004 Segovia, Spagna Cemento $125 000+H Singolare - Doppio                          | Paul-Henri Mathieu 6(4)–7, 6–4, 6–4                        | Nicolas Mahut                           | Iván Navarro Vladimir Volčkov            | Aisam-ul-Haq Qureshi Maximilian Abel Peter Luczak Fernando Vicente      |
| 26 luglio | Open Castilla y León 2004 Segovia, Spagna Cemento $125 000+H Singolare - Doppio                          | Igor' Kunicyn Vladimir Volčkov 3–6, 6–3, 6–2               | Daniel Muñoz de la Nava Iván Navarro    | Iván Navarro Vladimir Volčkov            | Aisam-ul-Haq Qureshi Maximilian Abel Peter Luczak Fernando Vicente      |
| 26 luglio | Togliatti Challenger 2004 Togliatti, Russia Cemento €42 000+H Singolare - Doppio                         | Jo-Wilfried Tsonga 6–3, 7–6(2)                             | Ladislav Švarc                          | Todor Enev Tejmuraz Gabašvili            | Andrej Čerkasov James Auckland Alexander Markin Florin Mergea           |
| 26 luglio | Togliatti Challenger 2004 Togliatti, Russia Cemento €42 000+H Singolare - Doppio                         | Tejmuraz Gabašvili Dmitri Vlasov 6–3, 5–7, 6–4             | James Auckland Ladislav Švarc           | Todor Enev Tejmuraz Gabašvili            | Andrej Čerkasov James Auckland Alexander Markin Florin Mergea           |

### Agosto
| Settimana | Torneo | Vincitore                                               | Finalista                                | Semifinalisti                       | Eliminati ai quarti                                                      |
| --------- | --- | ------------------------------------------------------- | ---------------------------------------- | ----------------------------------- | ------------------------------------------------------------------------ |
| 2 agosto  | Colorado Tennis Classic 2004 Denver, USA Cemento $50 000+H Singolare - Doppio                              | Brian Baker 7–6(5), 6–4                                 | K. J. Hippensteel                        | Todd Widom Rik De Voest             | Bjorn Rehnquist Dušan Vemić Rajeev Ram Huntley Montgomery                |
| 2 agosto  | Colorado Tennis Classic 2004 Denver, USA Cemento $50 000+H Singolare - Doppio                              | Brian Baker Rajeev Ram 6–2, 6–2                         | Jamie Delgado Jonathan Marray            | Todd Widom Rik De Voest             | Bjorn Rehnquist Dušan Vemić Rajeev Ram Huntley Montgomery                |
| 2 agosto  | Gramado Challenger 2004 Gramado, Brasile Cemento $50 000 Singolare - Doppio                                | Ricardo Mello 2–6, 7–5, 6–4                             | Janko Tipsarević                         | Carlos Berlocq Kristian Pless       | Michihisa Onoda Marcos Daniel Iván Miranda André Sá                      |
| 2 agosto  | Gramado Challenger 2004 Gramado, Brasile Cemento $50 000 Singolare - Doppio                                | Santiago González Bruno Soares 6–3, 6–3                 | Henrique Mello Alexandre Simoni          | Carlos Berlocq Kristian Pless       | Michihisa Onoda Marcos Daniel Iván Miranda André Sá                      |
| 2 agosto  | Poznań Porsche Open 2004 Poznań, Polonia Terra rossa €85 000+H Singolare - Doppio                          | Tomáš Zíb 6(4)–7, 7–6(3), 6–3                           | Juan-Pablo Brzezicki                     | Roko Karanušić Peter Luczak         | Arnaud Di Pasquale Marc Rosset Guillermo García López Paul-Henri Mathieu |
| 2 agosto  | Poznań Porsche Open 2004 Poznań, Polonia Terra rossa €85 000+H Singolare - Doppio                          | Adam Chadaj Stéphane Robert 3–6, 6–1, 6–2               | Tomáš Cibulec David Škoch                | Roko Karanušić Peter Luczak         | Arnaud Di Pasquale Marc Rosset Guillermo García López Paul-Henri Mathieu |
| 2 agosto  | Mordovia Cup 2004 Saransk, Russia Terra rossa $50 000 Singolare - Doppio                                   | Ladislav Švarc 6–2, 6(4)–7, 6–0                         | Stefan Wauters                           | Steve Darcis Farruch Dustov         | Daniel Gimeno Traver Andrej Stoljarov Vasilīs Mazarakīs Yordan Kanev     |
| 2 agosto  | Mordovia Cup 2004 Saransk, Russia Terra rossa $50 000 Singolare - Doppio                                   | Aleksej Kedrjuk Vadim Kucenko 6–1, 3–6, 6–4             | Kirill Ivanov-Smolensky Andrej Stoljarov | Steve Darcis Farruch Dustov         | Daniel Gimeno Traver Andrej Stoljarov Vasilīs Mazarakīs Yordan Kanev     |
| 2 agosto  | Timișoara Challenger 2004 Timișoara, Romania Terra rossa €30 000+H Singolare - Doppio                      | Marc Gicquel 6–3, 6–1                                   | Oliver Marach                            | Alberto Brizzi Florin Mergea        | Vjekoslav Skenderovic Jean-René Lisnard Éric Prodon Kornel Bardoczky     |
| 2 agosto  | Timișoara Challenger 2004 Timișoara, Romania Terra rossa €30 000+H Singolare - Doppio                      | Florin Mergea Horia Tecău 6–3, 6–3                      | Marius Calugaru Ciprian Petre Porumb     | Alberto Brizzi Florin Mergea        | Vjekoslav Skenderovic Jean-René Lisnard Éric Prodon Kornel Bardoczky     |
| 2 agosto  | Trani Cup 2004 Trani, Italia Terra rossa €42 000+H Singolare - Doppio                                      | Filippo Volandri 6–1, 6–3                               | Francesco Aldi                           | Potito Starace Jan Vacek            | Andrés Dellatorre Iván Navarro Fernando Vicente Rubén Ramírez Hidalgo    |
| 2 agosto  | Trani Cup 2004 Trani, Italia Terra rossa €42 000+H Singolare - Doppio                                      | Massimo Bertolini Álex López Morón 2–6, 6–4, 6–3        | Martin Štěpánek Jan Vacek                | Potito Starace Jan Vacek            | Andrés Dellatorre Iván Navarro Fernando Vicente Rubén Ramírez Hidalgo    |
| 9 agosto  | Levene Gouldin & Thompson Tennis Challenger 2004 Binghamton, USA Cemento $50 000 Singolare - Doppio        | Noam Okun 6–3, 4–6, 6–1                                 | Danai Udomchoke                          | Nathan Healey Frank Dancevic        | Igor' Kunicyn Michel Kratochvil Arvind Parmar Janko Tipsarević           |
| 9 agosto  | Levene Gouldin & Thompson Tennis Challenger 2004 Binghamton, USA Cemento $50 000 Singolare - Doppio        | Huntley Montgomery Tripp Phillips 7–6(6), 7–6(4)        | Rik De Voest Nathan Healey               | Nathan Healey Frank Dancevic        | Igor' Kunicyn Michel Kratochvil Arvind Parmar Janko Tipsarević           |
| 9 agosto  | Zucchetti Kos Tennis Cup 2004 Cordenons, Italia Terra rossa €85 000+H Singolare - Doppio                   | Daniel Gimeno Traver 4–6, 6–4, 6–3                      | Daniel Köllerer                          | Nicolas Devilder Paolo Lorenzi      | Christophe Rochus Simone Bolelli Javier Genaro-Martinez Francesco Aldi   |
| 9 agosto  | Zucchetti Kos Tennis Cup 2004 Cordenons, Italia Terra rossa €85 000+H Singolare - Doppio                   | Leonardo Azzaro Kornel Bardoczky 6–2, 6–0               | Andrea Merati Christophe Rochus          | Nicolas Devilder Paolo Lorenzi      | Christophe Rochus Simone Bolelli Javier Genaro-Martinez Francesco Aldi   |
| 9 agosto  | S Tennis Masters Challenger 2004 Graz, Austria Terra rossa €30 000+H Singolare - Doppio                    | Jan Minar 3–6, 6–3, 7–5                                 | Gilles Simon                             | Alex Bogdanović Fred Hemmes         | Jan Mašík Roko Karanušić Michael Berrer Alan Mackin                      |
| 9 agosto  | S Tennis Masters Challenger 2004 Graz, Austria Terra rossa €30 000+H Singolare - Doppio                    | Julian Knowle Alexander Peya 6–4, 6–2                   | Emilio Benfele Álvarez Josh Goffi        | Alex Bogdanović Fred Hemmes         | Jan Mašík Roko Karanušić Michael Berrer Alan Mackin                      |
| 9 agosto  | Trofeo Manta Open 2004 Manta, Ecuador Cemento $35 000 Singolare - Doppio                                   | Giovanni Lapentti 6(2)–7, 6–3, 6–4                      | Carlos Berlocq                           | Iván Miranda Marcos Daniel          | Santiago González Toshihide Matsui Lesley Joseph John Paul Fruttero      |
| 9 agosto  | Trofeo Manta Open 2004 Manta, Ecuador Cemento $35 000 Singolare - Doppio                                   | Marcos Daniel Santiago González 3–6, 6–2, 7–6(5)        | Eric Nunez Jimy Szymanski                | Iván Miranda Marcos Daniel          | Santiago González Toshihide Matsui Lesley Joseph John Paul Fruttero      |
| 9 agosto  | St. Petersburg Challenger 2004 San Pietroburgo, Russia Terra rossa $35 000 Singolare - Doppio              | Jean-René Lisnard 3–6, 7–5, 7–5                         | Stan Wawrinka                            | Philipp Kohlschreiber Jurij Ščukin  | Dmitri Vlasov Gabriel Moraru Steve Darcis Michail Elgin                  |
| 9 agosto  | St. Petersburg Challenger 2004 San Pietroburgo, Russia Terra rossa $35 000 Singolare - Doppio              | Michail Elgin Andrei Mishin 6–3, 5–7, 6–4               | Daniele Giorgini Simone Vagnozzi         | Philipp Kohlschreiber Jurij Ščukin  | Dmitri Vlasov Gabriel Moraru Steve Darcis Michail Elgin                  |
| 16 agosto | GHI Bronx Tennis Classic 2004 Bronx, USA Cemento $50 000 Singolare - Doppio                                | Julien Jeanpierre 7–6(4), 3–6, 6–3                      | Peter Wessels                            | Andreas Seppi Janko Tipsarević      | Marcus Sarstrand Răzvan Sabău Roko Karanušić Bjorn Rehnquist             |
| 16 agosto | GHI Bronx Tennis Classic 2004 Bronx, USA Cemento $50 000 Singolare - Doppio                                | Huntley Montgomery Tripp Phillips 7–6(6), 6(8)–7, 6–2   | Igor' Kunicyn Uros Vico                  | Andreas Seppi Janko Tipsarević      | Marcus Sarstrand Răzvan Sabău Roko Karanušić Bjorn Rehnquist             |
| 16 agosto | IPP Trophy 2004 Ginevra, Svizzera Terra rossa $35 000+H Singolare - Doppio                                 | Stan Wawrinka 4–6, 6–4 rit.                             | Christophe Rochus                        | Leonardo Azzaro Francesco Aldi      | Rubén Ramírez Hidalgo George Bastl Nicolás Almagro Kristof Vliegen       |
| 16 agosto | IPP Trophy 2004 Ginevra, Svizzera Terra rossa $35 000+H Singolare - Doppio                                 | Tomáš Cibulec David Škoch 6–2, 6–4                      | Werner Eschauer Herbert Wiltschnig       | Leonardo Azzaro Francesco Aldi      | Rubén Ramírez Hidalgo George Bastl Nicolás Almagro Kristof Vliegen       |
| 16 agosto | Mönchengladbach Challenger 2004 Mönchengladbach, Germania Terra rossa $35 000 Singolare - Doppio           | Tobias Summerer 7–6(4), 6–1                             | Davide Sanguinetti                       | Philipp Kohlschreiber Albert Portas | Éric Prodon Iván Navarro František Čermák Petr Kralert                   |
| 16 agosto | Mönchengladbach Challenger 2004 Mönchengladbach, Germania Terra rossa $35 000 Singolare - Doppio           | Christopher Kas Philipp Petzschner 3–6, 6–2, 7–6(4)     | Karsten Braasch Franz Stauder            | Philipp Kohlschreiber Albert Portas | Éric Prodon Iván Navarro František Čermák Petr Kralert                   |
| 16 agosto | Samarkand Challenger 2004 Samarcanda, Uzbekistan Terra rossa $35 000+H Singolare - Doppio                  | Mariano Puerta 6–1, 6–2                                 | Pavel Šnobel                             | Michal Mertiňák Francesco Piccari   | Melle van Gemerden Farruch Dustov Michael Ryderstedt Sebastian Fitz      |
| 16 agosto | Samarkand Challenger 2004 Samarcanda, Uzbekistan Terra rossa $35 000+H Singolare - Doppio                  | Jean-François Bachelot Melle van Gemerden 6–2, 3–6, 6–1 | Sebastian Fitz Florin Mergea             | Michal Mertiňák Francesco Piccari   | Melle van Gemerden Farruch Dustov Michael Ryderstedt Sebastian Fitz      |
| 23 agosto | Bukhara Challenger 2004 Bukhara, Uzbekistan Cemento $35 000+H Singolare - Doppio                           | Michal Mertiňák 3–6, 6–4, 6–3                           | Tejmuraz Gabašvili                       | Michael Ryderstedt Paul Logtens     | Florin Mergea Dudi Sela Pavel Šnobel Aleksandar Vlaški                   |
| 23 agosto | Bukhara Challenger 2004 Bukhara, Uzbekistan Cemento $35 000+H Singolare - Doppio                           | Michal Mertiňák Pavel Šnobel 6–4, 6–2                   | Paul Logtens Melle Van Gemerden          | Michael Ryderstedt Paul Logtens     | Florin Mergea Dudi Sela Pavel Šnobel Aleksandar Vlaški                   |
| 23 agosto | Antonio Savoldi-Marco Cò - Trofeo Dimmidisì 2004 Manerbio, Italia Terra rossa $75 000+H Singolare - Doppio | Nicolás Almagro 7–6(5), 6–4                             | Francesco Aldi                           | Óscar Hernández Alessio Di Mauro    | Werner Eschauer Gabriel Moraru Saša Tuksar Novak Đoković                 |
| 23 agosto | Antonio Savoldi-Marco Cò - Trofeo Dimmidisì 2004 Manerbio, Italia Terra rossa $75 000+H Singolare - Doppio | Petr Luxa Martin Štěpánek 6–4, 6–2                      | Johan Landsberg Rogier Wassen            | Óscar Hernández Alessio Di Mauro    | Werner Eschauer Gabriel Moraru Saša Tuksar Novak Đoković                 |
| 30 agosto | Black Forest Open 2004 Freudenstadt, Germania Terra rossa €30 000+H Singolare - Doppio                     | Santiago Ventura 6–3, 1–6, 6–3                          | Jan Frode Andersen                       | Oliver Marach Daniel Gimeno Traver  | Novak Đoković Tobias Summerer Alexander Waske Federico Luzzi             |
| 30 agosto | Black Forest Open 2004 Freudenstadt, Germania Terra rossa €30 000+H Singolare - Doppio                     | Gabriel Trifu Alexander Waske 6–3, 6(5)–7, 6–2          | Salvador Navarro Santiago Ventura        | Oliver Marach Daniel Gimeno Traver  | Novak Đoković Tobias Summerer Alexander Waske Federico Luzzi             |
| 30 agosto | Kiev Challenger 2004 Kiev, Ucraina Terra rossa $35 000+H Singolare - Doppio                                | Nicolás Almagro 4–6, 6–3, 6–2                           | Jiří Vaněk                               | Lukáš Dlouhý Albert Portas          | Éric Prodon Michał Przysiężny Sergio Roitman Petr Kralert                |
| 30 agosto | Kiev Challenger 2004 Kiev, Ucraina Terra rossa $35 000+H Singolare - Doppio                                | Albert Portas Sergio Roitman 6–1, 6–1                   | Igor' Kunicyn Jurij Ščukin               | Lukáš Dlouhý Albert Portas          | Éric Prodon Michał Przysiężny Sergio Roitman Petr Kralert                |

### Settembre
| Settimana    | Torneo                                                                                               | Vincitore                                                       | Finalista                               | Semifinalisti                         | Eliminati ai quarti                                                        |
| ------------ | --- | --------------------------------------------------------------- | --------------------------------------- | ------------------------------------- | -------------------------------------------------------------------------- |
| 6 settembre  | Aschaffenburg Challenger 2004 Aschaffenburg, Germania Terra rossa $50 000+H Singolare - Doppio       | Leonardo Azzaro 6–4, 6(8)–7, 7–6(2)                             | Tobias Summerer                         | Alan Mackin Nicolás Todero            | Philipp Kohlschreiber Boris Pašanski Bohdan Ulihrach Paul Capdeville       |
| 6 settembre  | Aschaffenburg Challenger 2004 Aschaffenburg, Germania Terra rossa $50 000+H Singolare - Doppio       | Ota Fukárek Jan Vacek 3–6, 6–4, 6–3                             | Kornel Bardoczky Gergely Kisgyorgy      | Alan Mackin Nicolás Todero            | Philipp Kohlschreiber Boris Pašanski Bohdan Ulihrach Paul Capdeville       |
| 6 settembre  | Brașov Challenger 2004 Brașov, Romania Terra rossa $35 000+H Singolare - Doppio                      | Victor Ioniță 6–1, 7–6(3)                                       | Simone Bolelli                          | Gabriel Moraru Santiago Ventura       | Dušan Vemić Juan Pablo Guzmán Rubén Ramírez Hidalgo Gabriel Trujillo Soler |
| 6 settembre  | Brașov Challenger 2004 Brașov, Romania Terra rossa $35 000+H Singolare - Doppio                      | Salvador Navarro Rubén Ramírez Hidalgo 6–3, 6–2                 | Juan-Pablo Brzezicki Juan Pablo Guzmán  | Gabriel Moraru Santiago Ventura       | Dušan Vemić Juan Pablo Guzmán Rubén Ramírez Hidalgo Gabriel Trujillo Soler |
| 6 settembre  | Alexander Kolyaskin Memorial 2004 Donec'k, Ucraina Cemento $50 000+H Singolare - Doppio              | Marco Chiudinelli 6–3, 6–2                                      | Saša Tuksar                             | Lovro Zovko Pavel Šnobel              | Jiří Vaněk Zbynek Mlynarik Alexander Markin Andrej Stoljarov               |
| 6 settembre  | Alexander Kolyaskin Memorial 2004 Donec'k, Ucraina Cemento $50 000+H Singolare - Doppio              | Igor' Kunicyn Uros Vico 3–6, 6–3, 6–4                           | Marco Chiudinelli Lovro Zovko           | Lovro Zovko Pavel Šnobel              | Jiří Vaněk Zbynek Mlynarik Alexander Markin Andrej Stoljarov               |
| 6 settembre  | Genoa Open Challenger 2004 Genova, Italia Terra rossa $35 000+H Singolare - Doppio                   | Juan Antonio Marín 7–5, 6–4                                     | Edgardo Massa                           | Daniel Köllerer Francesco Aldi        | Óscar Hernández Alessio Di Mauro Tomas Tenconi Olivier Mutis               |
| 6 settembre  | Genoa Open Challenger 2004 Genova, Italia Terra rossa $35 000+H Singolare - Doppio                   | Emilio Benfele Álvarez Álex López Morón 6–3, 6–4                | Massimo Bertolini Tom Vanhoudt          | Daniel Köllerer Francesco Aldi        | Óscar Hernández Alessio Di Mauro Tomas Tenconi Olivier Mutis               |
| 6 settembre  | Istanbul Challenger 2004 Istanbul, Turchia Cemento $100 000+H Singolare - Doppio                     | Peter Wessels 6–3, 6–2                                          | Daniele Bracciali                       | Andy Ram Roko Karanušić               | Marcus Sarstrand Michael Berrer Filip Prpic Petr Luxa                      |
| 6 settembre  | Istanbul Challenger 2004 Istanbul, Turchia Cemento $100 000+H Singolare - Doppio                     | George Bastl Björn Phau 6–1, 6–2                                | Daniele Bracciali Fred Hemmes           | Andy Ram Roko Karanušić               | Marcus Sarstrand Michael Berrer Filip Prpic Petr Luxa                      |
| 6 settembre  | Samsung Securities Cup 2004 Seul, Corea del Sud Cemento $125 000+H Singolare - Doppio                | Hyung-Taik Lee 3–6, 7–5, 6–2                                    | Jean-René Lisnard                       | Florent Serra Édouard Roger-Vasselin  | Jo-Wilfried Tsonga Seung-Hoon Lee Danai Udomchoke Lu Yen-hsun              |
| 6 settembre  | Samsung Securities Cup 2004 Seul, Corea del Sud Cemento $125 000+H Singolare - Doppio                | Ashley Fisher Robert Lindstedt 7–5, 7–6(0)                      | Johan Landsberg Thomas Shimada          | Florent Serra Édouard Roger-Vasselin  | Jo-Wilfried Tsonga Seung-Hoon Lee Danai Udomchoke Lu Yen-hsun              |
| 13 settembre | Budapest Challenger 2 2004 Budapest, Ungheria Terra rossa $35 000+H Singolare - Doppio               | Stéphane Robert 6–1, 4–6, 7–5                                   | Alessio Di Mauro                        | Francesco Aldi Ignacio Gonzalez-King  | Juan-Pablo Brzezicki Alexander Waske Marc Rosset Janko Tipsarević          |
| 13 settembre | Budapest Challenger 2 2004 Budapest, Ungheria Terra rossa $35 000+H Singolare - Doppio               | Juan-Pablo Brzezicki Mariano Delfino 2–6, 6–3, 6–2              | Ignacio Gonzalez-King Juan Pablo Guzmán | Francesco Aldi Ignacio Gonzalez-King  | Juan-Pablo Brzezicki Alexander Waske Marc Rosset Janko Tipsarević          |
| 13 settembre | Teheran Challenger 2004 Teheran, Iran Terra rossa $35 000+H Singolare - Doppio                       | Mariano Puerta 6–3, 6–4                                         | Melle Van Gemerden                      | Michal Mertiňák Vasilīs Mazarakīs     | Oliver Marach Javier García-Sintes Michael Ryderstedt Jan Mertl            |
| 13 settembre | Teheran Challenger 2004 Teheran, Iran Terra rossa $35 000+H Singolare - Doppio                       | Oliver Marach Jean-Claude Scherrer 6–0, 6–0                     | Frank Moser Jean-Michel Péquery         | Michal Mertiňák Vasilīs Mazarakīs     | Oliver Marach Javier García-Sintes Michael Ryderstedt Jan Mertl            |
| 20 settembre | Banja Luka Challenger 2004 Banja Luka, Bosnia ed Erzegovina Terra rossa €30 000+H Singolare - Doppio | Jurij Ščukin 7–6(3), 7–6(8)                                     | Werner Eschauer                         | Simon Greul Jean-Christophe Faurel    | Ignacio Gonzalez-King Francesco Aldi Leonardo Azzaro Roko Karanušić        |
| 20 settembre | Banja Luka Challenger 2004 Banja Luka, Bosnia ed Erzegovina Terra rossa €30 000+H Singolare - Doppio | Il torneo di doppio è terminato prima della seconda semifinale. |                                         | Simon Greul Jean-Christophe Faurel    | Ignacio Gonzalez-King Francesco Aldi Leonardo Azzaro Roko Karanušić        |
| 20 settembre | Beijing Challenger 2004 Pechino, Cina Cemento €30 000+H Singolare - Doppio                           | Justin Gimelstob 6–1, 6–3                                       | Alex Bogomolov Jr.                      | Paul Baccanello Paul Logtens          | Florent Serra Gilles Simon Wang Yeu-tzuoo Gō Soeda                         |
| 20 settembre | Beijing Challenger 2004 Pechino, Cina Cemento €30 000+H Singolare - Doppio                           | Ashley Fisher Tripp Phillips 7–5, 7–5                           | Justin Gimelstob Graydon Oliver         | Paul Baccanello Paul Logtens          | Florent Serra Gilles Simon Wang Yeu-tzuoo Gō Soeda                         |
| 20 settembre | Covington Challenger 2004 Covington, USA Cemento €30 000+H Singolare - Doppio                        | Paul Goldstein 6–2, 6–0                                         | André Sá                                | Dudi Sela Giovanni Lapentti           | Amer Delić Nicolás Todero Nicolás Lapentti Hugo Armando                    |
| 20 settembre | Covington Challenger 2004 Covington, USA Cemento €30 000+H Singolare - Doppio                        | Paul Goldstein K. J. Hippensteel 6–3, 6–3                       | Hugo Armando Nicolás Lapentti           | Dudi Sela Giovanni Lapentti           | Amer Delić Nicolás Todero Nicolás Lapentti Hugo Armando                    |
| 20 settembre | Pekao Open 2004 Stettino, Polonia Terra rossa €106 000+H Singolare - Doppio                          | Edgardo Massa 6–2, 6–2                                          | David Sánchez                           | Álex Calatrava George Bastl           | Franco Squillari Stan Wawrinka Tomas Tenconi Tomáš Zíb                     |
| 20 settembre | Pekao Open 2004 Stettino, Polonia Terra rossa €106 000+H Singolare - Doppio                          | Lucas Arnold Ker Mariano Hood 6–0, 6–4                          | Óscar Hernández Alberto Martín          | Álex Calatrava George Bastl           | Franco Squillari Stan Wawrinka Tomas Tenconi Tomáš Zíb                     |
| 27 settembre | College Station Challenger 2004 College Station, USA Cemento €30 000+H Singolare - Doppio            | André Sá 6–3, 6–0                                               | Brian Vahaly                            | Kevin Kim Giovanni Lapentti           | Brian Baker Filip Prpic Ladislav Švarc Paul Goldstein                      |
| 27 settembre | College Station Challenger 2004 College Station, USA Cemento €30 000+H Singolare - Doppio            | Paul Goldstein Brian Vahaly 7–5, 2–6, 6–4                       | André Sá Bruno Soares                   | Kevin Kim Giovanni Lapentti           | Brian Baker Filip Prpic Ladislav Švarc Paul Goldstein                      |
| 27 settembre | Dubrovnik Challenger 2004 Ragusa, Croazia Terra rossa €30 000+H Singolare - Doppio                   | Edgardo Massa 6–3, 7–6(3)                                       | Tomas Behrend                           | Jean-Christophe Faurel Tomislav Perić | Carlos Cuadrado Leonardo Azzaro Didac Perez-Minarro Werner Eschauer        |
| 27 settembre | Dubrovnik Challenger 2004 Ragusa, Croazia Terra rossa €30 000+H Singolare - Doppio                   | Juan-Pablo Brzezicki Martín Vassallo Argüello 6–1, 6–2          | Leonardo Azzaro Jurij Ščukin            | Jean-Christophe Faurel Tomislav Perić | Carlos Cuadrado Leonardo Azzaro Didac Perez-Minarro Werner Eschauer        |
| 27 settembre | Grenoble Challenger 2004 Grenoble, Francia Cemento (indoor) $50 000+H Singolare - Doppio             | Karol Kučera 7–5, 6–2                                           | Nicolas Mahut                           | Marc Gicquel Karol Beck               | Răzvan Sabău Gaël Monfils Alexander Waske George Bastl                     |
| 27 settembre | Grenoble Challenger 2004 Grenoble, Francia Cemento (indoor) $50 000+H Singolare - Doppio             | Uros Vico Lovro Zovko 6–2, 6–4                                  | Michael Berrer Răzvan Sabău             | Marc Gicquel Karol Beck               | Răzvan Sabău Gaël Monfils Alexander Waske George Bastl                     |

### Ottobre
| Settimana  | Torneo                                                                                        | Vincitore                                           | Finalista                            | Semifinalisti                        | Eliminati ai quarti                                                            |
| ---------- | --------------------------------------------------------------------------------------------- | --------------------------------------------------- | ------------------------------------ | ------------------------------------ | ------------------------------------------------------------------------------ |
| 4 ottobre  | Austin Challenger 2004 Austin, USA Cemento €30 000+H Singolare - Doppio                       | Robert Kendrick 7–5, 6(2)–7, 6–2                    | Wesley Whitehouse                    | K. J. Hippensteel Jo-Wilfried Tsonga | Iván Miranda Eric Taino Brian Vahaly Dušan Vemić                               |
| 4 ottobre  | Austin Challenger 2004 Austin, USA Cemento €30 000+H Singolare - Doppio                       | André Sá Bruno Soares 6–3, 6–1                      | Robert Kendrick Brian Vahaly         | K. J. Hippensteel Jo-Wilfried Tsonga | Iván Miranda Eric Taino Brian Vahaly Dušan Vemić                               |
| 4 ottobre  | Challenger ATP Club Premium Open 2004 Quito, Ecuador Terra rossa $35 000+H Singolare - Doppio | Giovanni Lapentti 6–4, 6–3                          | Răzvan Sabău                         | Simone Bolelli Marcos Daniel         | Brian Dabul Cristian Villagrán Gustavo Marcaccio Paul Capdeville               |
| 4 ottobre  | Challenger ATP Club Premium Open 2004 Quito, Ecuador Terra rossa $35 000+H Singolare - Doppio | Santiago González Alejandro Hernández 2–6, 6–2, 6–4 | Łukasz Kubot Frank Moser             | Simone Bolelli Marcos Daniel         | Brian Dabul Cristian Villagrán Gustavo Marcaccio Paul Capdeville               |
| 4 ottobre  | Roma Open II 2004 Roma, Italia Terra rossa €30 000+H Singolare - Doppio                       | Victor Hănescu 7–6(4), 6–2                          | Francesco Aldi                       | Pavel Šnobel Federico Luzzi          | Edgardo Massa Giorgio Galimberti Jurij Ščukin Tomas Tenconi                    |
| 4 ottobre  | Roma Open II 2004 Roma, Italia Terra rossa €30 000+H Singolare - Doppio                       | Werner Eschauer Florin Mergea 6(5)–7, 6–3, 6–0      | Francesco Aldi Francesco Piccari     | Pavel Šnobel Federico Luzzi          | Edgardo Massa Giorgio Galimberti Jurij Ščukin Tomas Tenconi                    |
| 4 ottobre  | Copa Sevilla 2004 Siviglia, Spagna Terra gialla €42 000+H Singolare - Doppio                  | Óscar Hernández 7–5, 3–6, 6–4                       | Alexander Waske                      | Álex Calatrava Nicolás Almagro       | Rubén Ramírez Hidalgo Santiago Ventura Marc López Juan Antonio Marín           |
| 4 ottobre  | Copa Sevilla 2004 Siviglia, Spagna Terra gialla €42 000+H Singolare - Doppio                  | Tomas Behrend Alexander Waske 7–6(0), 7–6(2)        | Óscar Hernández Álex López Morón     | Álex Calatrava Nicolás Almagro       | Rubén Ramírez Hidalgo Santiago Ventura Marc López Juan Antonio Marín           |
| 11 ottobre | Ciutat de Barcelona 2004 Barcellona, Spagna Terra rossa $50 000+H Singolare - Doppio          | Óscar Hernández 6–3, 3–6, 5–1 rit.                  | Santiago Ventura                     | Albert Portas Albert Montañés        | Didac Perez-Minarro Federico Luzzi Daniel Gimeno Traver Jean-Christophe Faurel |
| 11 ottobre | Ciutat de Barcelona 2004 Barcellona, Spagna Terra rossa $50 000+H Singolare - Doppio          | Óscar Hernández Gabriel Trujillo Soler 6–4, 7–5     | Mounir El Aarej Marc Fornell Mestres | Albert Portas Albert Montañés        | Didac Perez-Minarro Federico Luzzi Daniel Gimeno Traver Jean-Christophe Faurel |
| 11 ottobre | Tiburon Challenger 2004 Tiburon, USA Cemento $50 000+H Singolare - Doppio                     | K. J. Hippensteel 6–3, 6–3                          | Kevin Kim                            | Fred Hemmes Nicolás Lapentti         | Adam Chadaj Wang Yeu-tzuoo André Sá Björn Phau                                 |
| 11 ottobre | Tiburon Challenger 2004 Tiburon, USA Cemento $50 000+H Singolare - Doppio                     | André Sá Bruno Soares 6–2, 6–3                      | Brandon Coupe Robert Kendrick        | Fred Hemmes Nicolás Lapentti         | Adam Chadaj Wang Yeu-tzuoo André Sá Björn Phau                                 |
| 18 ottobre | Bolton Challenger 2004 Bolton, Gran Bretagna Cemento indoor $50 000+H Singolare - Doppio      | Marcos Baghdatis 6–1, 3–6, 6–2                      | Peter Wessels                        | Édouard Roger-Vasselin Josh Goodall  | Raemon Sluiter Massimo Dell'Acqua Pavel Šnobel Gilles Elseneer                 |
| 18 ottobre | Bolton Challenger 2004 Bolton, Gran Bretagna Cemento indoor $50 000+H Singolare - Doppio      | Jeff Coetzee Jim Thomas 7–5, 6–3                    | Melle Van Gemerden Peter Wessels     | Édouard Roger-Vasselin Josh Goodall  | Raemon Sluiter Massimo Dell'Acqua Pavel Šnobel Gilles Elseneer                 |
| 18 ottobre | Burbank Challenger 2004 Burbank, USA Cemento $50 000+H Singolare - Doppio                     | Kevin Kim 7–5, 1–6, 6–3                             | Robert Kendrick                      | Giovanni Lapentti Frank Dancevic     | Paul Goldstein Jamie Delgado Björn Phau Iván Miranda                           |
| 18 ottobre | Burbank Challenger 2004 Burbank, USA Cemento $50 000+H Singolare - Doppio                     | Nick Rainey Brian Wilson 6–2, 6–3                   | Prakash Amritraj Eric Taino          | Giovanni Lapentti Frank Dancevic     | Paul Goldstein Jamie Delgado Björn Phau Iván Miranda                           |

### Novembre
| Settimana   | Torneo | Vincitore                                           | Finalista                                | Semifinalisti                            | Eliminati ai quarti                                                  |
| ----------- | --- | --------------------------------------------------- | ---------------------------------------- | ---------------------------------------- | -------------------------------------------------------------------- |
| 1º novembre | Lambertz Open by STAWAG 2004 Aquisgrana, Germania Sintetico (indoor) €42 000+H Singolare - Doppio                 | Novak Đoković 6–4, 3–6, 6–4                         | Lars Burgsmüller                         | Noam Okun Björn Phau                     | Arvind Parmar George Bastl Tomáš Zíb Tobias Summerer                 |
| 1º novembre | Lambertz Open by STAWAG 2004 Aquisgrana, Germania Sintetico (indoor) €42 000+H Singolare - Doppio                 | Simon Aspelin Todd Perry 6–3, 6–3                   | Petr Luxa Petr Pála                      | Noam Okun Björn Phau                     | Arvind Parmar George Bastl Tomáš Zíb Tobias Summerer                 |
| 1º novembre | Caloundra International 2004 Caloundra, Australia Cemento $35 000+H Singolare - Doppio                            | Lu Yen-hsun 6–0, 7–5                                | Takahiro Terachi                         | Marc Kimmich Adam Feeney                 | Lesley Joseph Chris Letcher Gouichi Motomura Peter Luczak            |
| 1º novembre | Caloundra International 2004 Caloundra, Australia Cemento $35 000+H Singolare - Doppio                            | Luke Bourgeois Lu Yen-hsun 7–6(2), 7–5              | Mark Hlawaty Shannon Nettle              | Marc Kimmich Adam Feeney                 | Lesley Joseph Chris Letcher Gouichi Motomura Peter Luczak            |
| 1º novembre | Homestead Challenger 2004 Homestead, USA Cemento $35 000+H Singolare - Doppio                                     | Răzvan Sabău 5–7, 6–2, 7–5                          | Wesley Moodie                            | Kevin Kim Frank Dancevic                 | Dušan Vemić K. J. Hippensteel Brian Baker Filip Prpic                |
| 1º novembre | Homestead Challenger 2004 Homestead, USA Cemento $35 000+H Singolare - Doppio                                     | Gabriel Trifu Glenn Weiner 5–7, 7–5, 6–2            | Huntley Montgomery Tripp Phillips        | Kevin Kim Frank Dancevic                 | Dušan Vemić K. J. Hippensteel Brian Baker Filip Prpic                |
| 1º novembre | Santiago Challenger 2004 Santiago, Cile Terra Rossa $25 000 Singolare - Doppio                                    | Óscar Hernández 7–6(4), 6–4                         | Nicolás Lapentti                         | Juan Pablo Guzmán Juan-Pablo Brzezicki   | Brian Dabul Júlio Silva Julio Peralta Cristian Villagrán             |
| 1º novembre | Santiago Challenger 2004 Santiago, Cile Terra Rossa $25 000 Singolare - Doppio                                    | Enzo Artoni Ignacio Gonzalez-King 6–3, 6–0          | Brian Dabul Damián Patriarca             | Juan Pablo Guzmán Juan-Pablo Brzezicki   | Brian Dabul Júlio Silva Julio Peralta Cristian Villagrán             |
| 8 novembre  | Slovak Open 2004 Bratislava, Slovacchia Cemento (indoor) €106 000+H Singolare - Doppio                            | Marcos Baghdatis 7–6(4), 7–6(3)                     | Dominik Hrbatý                           | Karol Kučera Karol Beck                  | Jarkko Nieminen Bohdan Ulihrach Tomáš Zíb Francesco Aldi             |
| 8 novembre  | Slovak Open 2004 Bratislava, Slovacchia Cemento (indoor) €106 000+H Singolare - Doppio                            | Simon Aspelin Graydon Oliver 7–6(5), 6–3            | Jonathan Erlich Noam Okun                | Karol Kučera Karol Beck                  | Jarkko Nieminen Bohdan Ulihrach Tomáš Zíb Francesco Aldi             |
| 8 novembre  | Copa Petrobras Argentina 2004 Buenos Aires, Argentina Terra rossa $75 000+H Singolare - Doppio                    | Oliver Marach 6–2, 6–3                              | Diego Moyano                             | Fernando Vicente Hugo Armando            | Flávio Saretta Johannes Ager Carlos Berlocq Gabriel Moraru           |
| 8 novembre  | Copa Petrobras Argentina 2004 Buenos Aires, Argentina Terra rossa $75 000+H Singolare - Doppio                    | Enzo Artoni Ignacio Gonzalez-King 7–5, 6–3          | Victor Ioniță Gabriel Moraru             | Fernando Vicente Hugo Armando            | Flávio Saretta Johannes Ager Carlos Berlocq Gabriel Moraru           |
| 8 novembre  | Music City Challenger 2004 Nashville, USA Cemento $75 000 Singolare - Doppio                                      | Justin Gimelstob 7–6(3), 7–6(4)                     | Amer Delić                               | Brian Vahaly K. J. Hippensteel           | Brian Baker Wesley Moodie Marcus Sarstrand Danai Udomchoke           |
| 8 novembre  | Music City Challenger 2004 Nashville, USA Cemento $75 000 Singolare - Doppio                                      | Jason Marshall Travis Parrott 6–3, 6–4              | Cecil Mamiit Danai Udomchoke             | Brian Vahaly K. J. Hippensteel           | Brian Baker Wesley Moodie Marcus Sarstrand Danai Udomchoke           |
| 15 novembre | JSM Challenger 2004 Champaign, USA Cemento $50 000+H Singolare - Doppio                                           | Justin Gimelstob 6–4, 6–4                           | Ramón Delgado                            | Amer Delić Frank Dancevic                | Janko Tipsarević Marcus Sarstrand Cecil Mamiit Rajeev Ram            |
| 15 novembre | JSM Challenger 2004 Champaign, USA Cemento $50 000+H Singolare - Doppio                                           | Brian Baker Rajeev Ram 7–6(5), 7–6(8)               | Justin Gimelstob Graydon Oliver          | Amer Delić Frank Dancevic                | Janko Tipsarević Marcus Sarstrand Cecil Mamiit Rajeev Ram            |
| 15 novembre | Dnipropetrovsk Challenger 2004 Dnepropetrovsk, Ucraina Cemento (indoor) $125 000+H Singolare - Doppio             | Andrei Pavel walkover                               | Karol Kučera                             | Roko Karanušić Raemon Sluiter            | Kevin Kim Igor' Kunicyn Tomáš Zíb Serhij Stachovs'kyj                |
| 15 novembre | Dnipropetrovsk Challenger 2004 Dnepropetrovsk, Ucraina Cemento (indoor) $125 000+H Singolare - Doppio             | Karol Beck Jaroslav Levinský 6(4)–7, 7–6(4), 7–6(2) | Andrei Pavel Gabriel Trifu               | Roko Karanušić Raemon Sluiter            | Kevin Kim Igor' Kunicyn Tomáš Zíb Serhij Stachovs'kyj                |
| 15 novembre | Bauer Cup 2004 Eckental, Germania Sintetico (indoor) €35 000+H Singolare - Doppio                                 | Alexander Waske 7–5, 7–6(15)                        | Lars Burgsmüller                         | Wang Yeu-tzuoo Ivo Heuberger             | Björn Phau Gilles Elseneer Tobias Summerer Philipp Petzschner        |
| 15 novembre | Bauer Cup 2004 Eckental, Germania Sintetico (indoor) €35 000+H Singolare - Doppio                                 | Christopher Kas Philipp Petzschner 6–4, 7–6(5)      | Daniele Bracciali Petr Luxa              | Wang Yeu-tzuoo Ivo Heuberger             | Björn Phau Gilles Elseneer Tobias Summerer Philipp Petzschner        |
| 15 novembre | IPP Open 2004 Helsinki, Finlandia Cemento (indoor) €106 000+H Singolare - Doppio                                  | Peter Wessels 4–6, 6–4, 6–3                         | Lukáš Dlouhý                             | Arvind Parmar George Bastl               | Robert Lindstedt Nicolás Almagro Dick Norman Takao Suzuki            |
| 15 novembre | IPP Open 2004 Helsinki, Finlandia Cemento (indoor) €106 000+H Singolare - Doppio                                  | Robert Lindstedt Lu Yen-hsun 6–2, 6–2               | Gianluca Bazzica Massimo Dell'Acqua      | Arvind Parmar George Bastl               | Robert Lindstedt Nicolás Almagro Dick Norman Takao Suzuki            |
| 15 novembre | Challenger Britania Zavaleta 2004 Puebla, Messico Cemento $35 000+H Singolare - Doppio                            | Miguel Gallardo-Valles 7–6(5), 6–4                  | Răzvan Sabău                             | Nicolás Todero Aleksandar Vlaški         | Viktor Bruthans Santiago González Zbynek Mlynarik Bruno Echagaray    |
| 15 novembre | Challenger Britania Zavaleta 2004 Puebla, Messico Cemento $35 000+H Singolare - Doppio                            | Santiago González Alejandro Hernández 6–3, 6–4      | Miguel Gallardo-Valles Gustavo Marcaccio | Nicolás Todero Aleksandar Vlaški         | Viktor Bruthans Santiago González Zbynek Mlynarik Bruno Echagaray    |
| 15 novembre | Santa Cruz de la Sierra Challenger 2004 Santa Cruz de la Sierra, Bolivia Terra rossa $35 000+H Singolare - Doppio | Mariano Puerta 6(5)–7, 6–4, 6–3                     | Franco Ferreiro                          | Fernando Vicente Sergio Roitman          | Júlio Silva Hugo Armando Emiliano Redondi Flávio Saretta             |
| 15 novembre | Santa Cruz de la Sierra Challenger 2004 Santa Cruz de la Sierra, Bolivia Terra rossa $35 000+H Singolare - Doppio | Enzo Artoni Ignacio Gonzalez-King 6–3, 6–1          | Victor Ioniță Gabriel Moraru             | Fernando Vicente Sergio Roitman          | Júlio Silva Hugo Armando Emiliano Redondi Flávio Saretta             |
| 22 novembre | Copa Petrobras Bogotá 2004 Bogotà, Colombia Terra rossa $75 000+H Singolare - Doppio                              | Ramón Delgado 6–4, 7–5                              | Mariano Puerta                           | Paul Capdeville Răzvan Sabău             | Marcelo Melo Diego Hartfield Nicolás Todero Bruno Echagaray          |
| 22 novembre | Copa Petrobras Bogotá 2004 Bogotà, Colombia Terra rossa $75 000+H Singolare - Doppio                              | Sergio Roitman Santiago Ventura 7–5, 6–4            | Richard Barker Frank Moser               | Paul Capdeville Răzvan Sabău             | Marcelo Melo Diego Hartfield Nicolás Todero Bruno Echagaray          |
| 22 novembre | Groningen Challenger 2004 Groninga, Paesi Bassi Cemento indoor $35 000+H Singolare - Doppio                       | Peter Wessels 6–3, 6–2                              | Ivo Minář                                | Kevin Kim Björn Phau                     | Matwé Middelkoop Igor' Kunicyn Vladislav Volkov Alexander Waske      |
| 22 novembre | Groningen Challenger 2004 Groninga, Paesi Bassi Cemento indoor $35 000+H Singolare - Doppio                       | Alexander Waske Rogier Wassen 6–1, 6–2              | Romano Frantzen Floris Kilian            | Kevin Kim Björn Phau                     | Matwé Middelkoop Igor' Kunicyn Vladislav Volkov Alexander Waske      |
| 22 novembre | Luxembourg Challenger 2004 Lussemburgo, Lussemburgo Cemento indoor $50 000+H Singolare - Doppio                   | Joachim Johansson 7–6(3), 7–5                       | Grégory Carraz                           | Olivier Rochus Hyung-Taik Lee            | Richard Gasquet Greg Rusedski Jakub Herm-Zahlava Julien Mathieu      |
| 22 novembre | Luxembourg Challenger 2004 Lussemburgo, Lussemburgo Cemento indoor $50 000+H Singolare - Doppio                   | Massimo Bertolini Petr Luxa 7–6(4), 4–6, 6–3        | Karsten Braasch Michael Kohlmann         | Olivier Rochus Hyung-Taik Lee            | Richard Gasquet Greg Rusedski Jakub Herm-Zahlava Julien Mathieu      |
| 22 novembre | Czech Indoor Open 2004 Praga, Repubblica Ceca Sintetico indoor $75 000 Singolare - Doppio                         | Tuomas Ketola 1–6, 6–4, 6–3                         | Lukáš Dlouhý                             | Dieter Kindlmann Kirill Ivanov-Smolensky | Sergei Yaroshenko Takao Suzuki Jurij Ščukin Jan Minář                |
| 22 novembre | Czech Indoor Open 2004 Praga, Repubblica Ceca Sintetico indoor $75 000 Singolare - Doppio                         | Lukáš Dlouhý Igor Zelenay 6–3, 3–6, 7–6(5)          | Jan Minář Jaroslav Pospíšil              | Dieter Kindlmann Kirill Ivanov-Smolensky | Sergei Yaroshenko Takao Suzuki Jurij Ščukin Jan Minář                |
| 22 novembre | Reunion Island Challenger 2004 Riunione, Francia Cemento indoor $50 000+H Singolare - Doppio                      | Michal Tabara 6–1, 2–6, 6–4                         | Philipp Kohlschreiber                    | Jiří Vaněk Lars Burgsmüller              | Danai Udomchoke Olivier Patience Łukasz Kubot Wesley Moodie          |
| 22 novembre | Reunion Island Challenger 2004 Riunione, Francia Cemento indoor $50 000+H Singolare - Doppio                      | Sanchai Ratiwatana Sonchat Ratiwatana walkover      | Michel Kratochvil Jiří Vaněk             | Jiří Vaněk Lars Burgsmüller              | Danai Udomchoke Olivier Patience Łukasz Kubot Wesley Moodie          |
| 29 novembre | Brazil Challenger 2004 Aracaju, Brasile Terra rossa €42 000+H Singolare - Doppio                                  | Nicolás Lapentti 6–2, 6–2                           | Júlio Silva                              | Rubén Ramírez Hidalgo Ramón Delgado      | Santiago Ventura Juan Pablo Guzmán Diego Moyano Andrés Dellatorre    |
| 29 novembre | Brazil Challenger 2004 Aracaju, Brasile Terra rossa €42 000+H Singolare - Doppio                                  | Enzo Artoni Ignacio Gonzalez-King 6–4, 6–2          | Juan Pablo Guzmán Santiago Ventura       | Rubén Ramírez Hidalgo Ramón Delgado      | Santiago Ventura Juan Pablo Guzmán Diego Moyano Andrés Dellatorre    |
| 29 novembre | Kish Island Challenger 2004 Kish Island, Iran Terra rossa €42 000+H Singolare - Doppio                            | Tomas Behrend 7–6(3), 6–1                           | Mathieu Montcourt                        | Łukasz Kubot Michał Przysiężny           | Marco Mirnegg Ivo Klec Petr Kralert Adrian Ungur                     |
| 29 novembre | Kish Island Challenger 2004 Kish Island, Iran Terra rossa €42 000+H Singolare - Doppio                            | Tomas Behrend Rogier Wassen 3–6, 6–2, 6–4           | Adam Chadaj Filip Urban                  | Łukasz Kubot Michał Przysiężny           | Marco Mirnegg Ivo Klec Petr Kralert Adrian Ungur                     |
| 29 novembre | Mauritius Challenger 2004 Mauritius, Mauritius Cemento €42 000+H Singolare - Doppio                               | Andrei Pavel 6–3, 6–1                               | Hyung-Taik Lee                           | Stefan Koubek Kenneth Carlsen            | Jérôme Haehnel Michal Tabara Björn Phau Jiří Vaněk                   |
| 29 novembre | Mauritius Challenger 2004 Mauritius, Mauritius Cemento €42 000+H Singolare - Doppio                               | Andrei Pavel Gabriel Trifu 6–3, 6–4                 | Jeff Coetzee Rik De Voest                | Stefan Koubek Kenneth Carlsen            | Jérôme Haehnel Michal Tabara Björn Phau Jiří Vaněk                   |
| 29 novembre | Milano Challenger 2004 Milano, Italia Sintetico indoor €42 000+H Singolare - Doppio                               | George Bastl 7–6(5), 6–4                            | Alexander Waske                          | Davide Sanguinetti Daniele Bracciali     | Vladislav Volkov Andrea Stoppini Serhij Stachovs'kyj Nicolás Almagro |
| 29 novembre | Milano Challenger 2004 Milano, Italia Sintetico indoor €42 000+H Singolare - Doppio                               | Daniele Bracciali Julian Knowle 6–3, 6–2            | Jason Marshall Huntley Montgomery        | Davide Sanguinetti Daniele Bracciali     | Vladislav Volkov Andrea Stoppini Serhij Stachovs'kyj Nicolás Almagro |

### Dicembre
| Settimana  | Torneo                                                                                    | Vincitore                                              | Finalista                            | Semifinalisti                     | Eliminati ai quarti                                                        |
| ---------- | ----------------------------------------------------------------------------------------- | ------------------------------------------------------ | ------------------------------------ | --------------------------------- | -------------------------------------------------------------------------- |
| 6 dicembre | Guadalajara Challenger 2004 Guadalajara, Messico Terra rossa €42 000+H Singolare - Doppio | Mariano Puerta 6–0, 6–2                                | Nicolás Lapentti                     | Diego Hartfield Juan Pablo Guzmán | Andrés Dellatorre Alejandro Hernández Nicholas Monroe Juan Manuel Elizondo |
| 6 dicembre | Guadalajara Challenger 2004 Guadalajara, Messico Terra rossa €42 000+H Singolare - Doppio | Santiago González Alejandro Hernández 7–6(5), 1–6, 6–3 | Rubén Ramírez Hidalgo Sergio Roitman | Diego Hartfield Juan Pablo Guzmán | Andrés Dellatorre Alejandro Hernández Nicholas Monroe Juan Manuel Elizondo |
| 6 dicembre | Ischgl Challenger 2004 Ischgl, Austria Sintetico indoor €42 000+H Singolare - Doppio      | Dick Norman 6–1, 3–6, 6–1                              | Daniele Bracciali                    | Lukáš Dlouhý Alexander Waske      | Ivo Heuberger Łukasz Kubot Igor Zelenay Paul Baccanello                    |
| 6 dicembre | Ischgl Challenger 2004 Ischgl, Austria Sintetico indoor €42 000+H Singolare - Doppio      | Leonardo Azzaro Christopher Kas 7–5, 6–3               | Gianluca Bazzica Massimo Dell'Acqua  | Lukáš Dlouhý Alexander Waske      | Ivo Heuberger Łukasz Kubot Igor Zelenay Paul Baccanello                    |